# Panzerkampfwagen V Panther
Vous lisez un « bon article » labellisé en 2020.
Pour les articles homonymes, voir Panzerkampfwagen et Panther.
Ne doit pas être confondu avec Panzer.
Le Panzerkampfwagen V Panther (Sd.Kfz. 171) est un char de combat moyen produit par l’Allemagne pendant la Seconde Guerre mondiale. Il a connu son baptême du feu en juillet 1943 lors de la bataille de Koursk.
Conçu pour contrer le char T-34 soviétique et remplacer les Panzer III et les Panzer IV, il servit en définitive à leurs côtés, jusqu'à la fin de la guerre, en trois versions principales : « D », « A » et « G ». Une version « F », ainsi qu’un successeur, le Panther II, n’ont pas vu le jour du fait de la fin de la guerre. Son châssis devait servir de base à toute une gamme de véhicules dérivés, mais peu se sont concrétisés en dehors d’un char de dépannage, le Bergepanther, d’un chasseur de chars, le Jagdpanther, et de deux véhicules de commandement.
L’épaisseur de son blindage frontal incliné et la puissance de son canon de 75 mm KwK 42, conjuguée à des systèmes de visée performants, en firent un adversaire redoutable à longue distance. Il resta toutefois handicapé tout au long de sa carrière par des problèmes de mobilité et de fiabilité, ayant pour origine sa mise en service hâtive et son poids excessif. Par ailleurs, son coût élevé tant en main d’œuvre qu'en matériaux, dans une Allemagne devant faire face à des pénuries de plus en plus importantes, impacta négativement sa production, et le Panther se trouva toujours en nette infériorité numérique face au Sherman américain et au T-34 soviétique.
Considéré - malgré ses défauts - comme l'un des meilleurs chars de la Seconde Guerre mondiale, le Panther a servi de référence pour le développement de la plupart des chars de l'après-guerre.

## Développement

### Contexte
Le 22 juin 1941, les Allemands lançaient l’Opération Barbarossa visant à envahir l’Union soviétique, ils étaient alors convaincus de pouvoir remporter une victoire rapide en raison de la supériorité de leurs tactiques et de leurs blindés. Si ce dernier point était en partie exact en ce qui concerne le gros des forces blindées soviétiques, constituées en grande partie de T-26 et de chars BT obsolètes, les Allemands sous-estimèrent en revanche grandement les capacités des T-34, KV-1 et, en une plus faible mesure,   KV-2, qui étaient en réalité techniquement supérieurs à tous les blindés allemands. Ainsi, bien que présents en petit nombre et souvent confrontés à des problèmes de commandement et de logistique, ces derniers parvenaient régulièrement à mettre en difficulté leurs opposants à l’échelle locale et leur quasi-invulnérabilité aux canons allemands, en dehors du 88 mm Flak 18/36/37, avait un impact dévastateur sur le moral. Finalement une commission spéciale fut créée en novembre 1941 par les Allemands pour enquêter sur le problème et y trouver une solution.
Le général Guderian fit alors un rapport détaillé à cette commission, dans lequel il identifiait trois problèmes des blindés allemands par rapport à leurs opposants, dans l’ordre d’importance : manque de puissance de l’armement, mobilité inférieure, en particulier dans la boue et la neige, blindage inférieur. Il proposa d’améliorer les chars existant, en mettant l’accent sur l’armement et de développer de nouveaux modèles. Ainsi furent développés de nouvelles versions mieux armées du Panzer III et du  Panzer IV appelées respectivement Ausf. (modèle) J et Ausf. G. La seconde recommandation conduisit d'une part à l'accélération d'un projet de char lourd dont les études avaient démarré en 1937, qui allait devenir le Tigre et d'autre part au démarrage d'un programme de char moyen de 30 t, le futur Panther.

### Développement initial

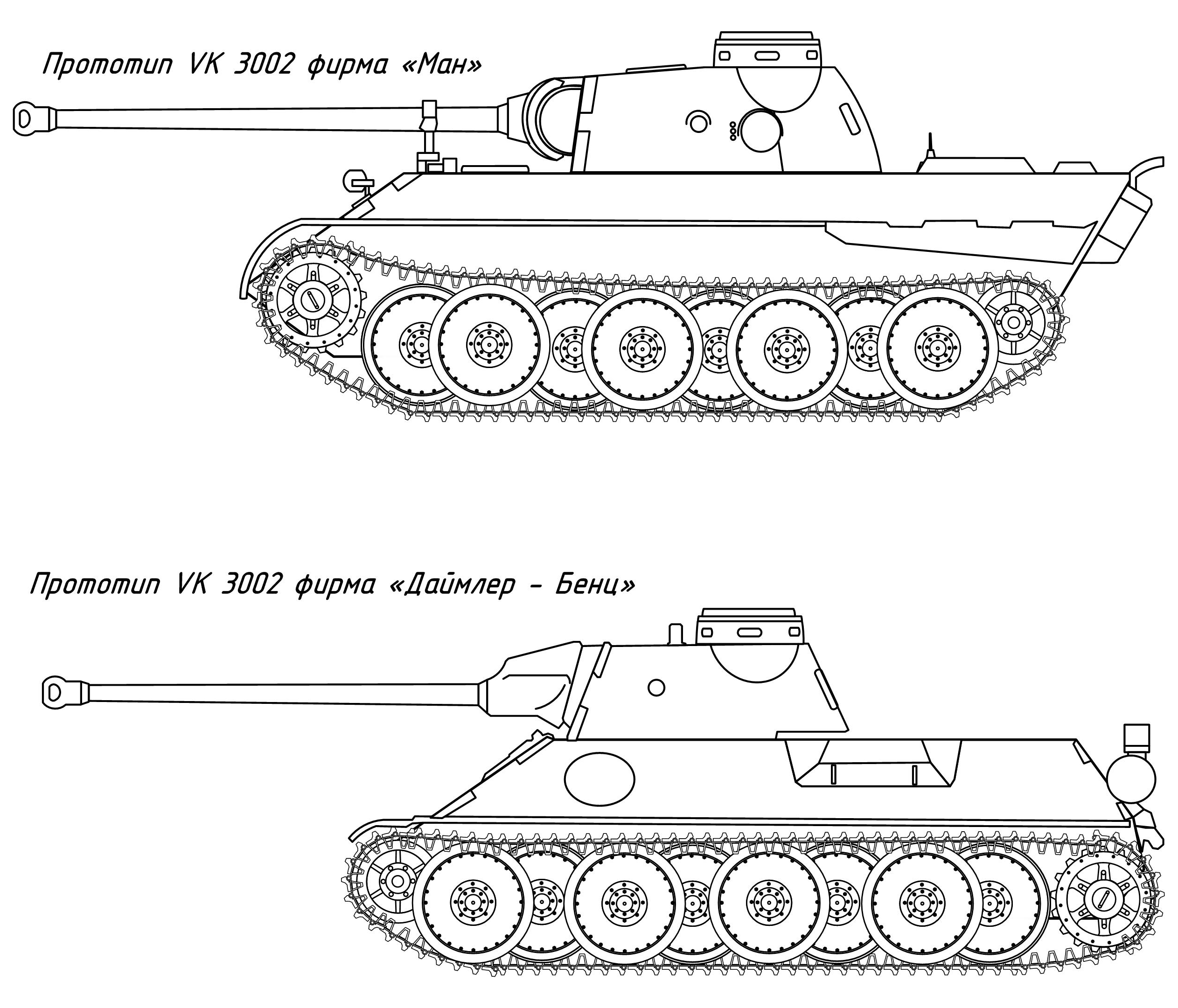
Les propositions des deux concurrents pour le Panther : en haut celle de MAN, en bas celle de Daimler-Benz.

Deux entreprises furent mises en compétition pour concevoir le char de 30 t, qui reçut le code VK30.02 : Daimler-Benz et MAN AG. Ces entreprises ne devaient concevoir que le châssis : la tourelle et son armement ayant déjà été développés par Rheinmetall, ils seraient communs à tous les prototypes.
Daimler-Benz réalisa au printemps 1942 trois prototypes, tous très proches du T-34, l’un étant même équipé d’un moteur diesel presque identique à celui du blindé russe. Ils se distinguaient cependant de celui-ci par leur suspension à lames, identique à celle utilisée par les Allemands depuis le Panzer I. L’autre différence était l’emploi de chenilles de faible largeur, générant une pression au sol de l’ordre de 0,83 kg/cm2, à peine mieux que le Panzer IV et insuffisant pour résoudre le problème de la mobilité dans la boue ou la neige. Le Waffenamt lista également d’autres problèmes : risque de tir ami en raison de la trop grande ressemblance avec le T-34, risque d’endommager le canon en abordant les pentes, celui-ci dépassant excessivement à l’avant, largeur trop faible rendant difficile l’adaptation de la tourelle Rheinmetall. Il avait néanmoins la préférence de Hitler, qui voulut passer commande de 200 unités dès le début du mois de mars 1942, alors qu’il n’avait encore vu qu’une maquette en bois, aucun prototype n’étant achevé avant le mois de mai.
De son côté, le Waffenamt, et en particulier l’ingénieur en chef Heinrich Ernst Kniepkamp, trouvait la proposition de MAN plus performante. De conception assez classique au premier abord, le prototype de MAN se distinguait cependant totalement des précédents chars allemands par sa suspension à double barre de torsion et un soin particulier apporté au train de roulement et aux chenilles, ce qui permettait de limiter la pression au sol à 0,68 kg/cm2. Il n’était cependant pas exempt de défauts, son poids tout d’abord : initialement prévu à 38,5 t, il grimpa rapidement à 44 t, très largement au-dessus de la limite de 32,5 t qui avait été fixée dans le cahier des charges. Il était également coûteux à produire et la conception de son train de roulement le rendait difficile à réparer sur le terrain.
Finalement, le 13 mai 1942, le Waffenamt parvint à faire revenir Hitler sur sa décision. Une première série de pré-production fut commandée dès le 15 mai, sous le nom de Panzerkampfwagen V Panther Ausfūhrung A (Sd.Kfz. 171).
Les essais réalisés en novembre 1942 validèrent globalement la conception, mais mirent en lumière un certain nombre de défauts, dont beaucoup provenaient de l’augmentation de la masse du char : prévus pour 38,5 t, le moteur, la transmission et le train de roulement souffraient grandement du poids supplémentaire, ce qui causait des pannes fréquentes. Malgré ces défauts, l'armée avait besoin d’urgence du nouveau char et la production de l'engin fut immédiatement lancée, la série étant au passage renommée Ausfūhrung D.

### Production

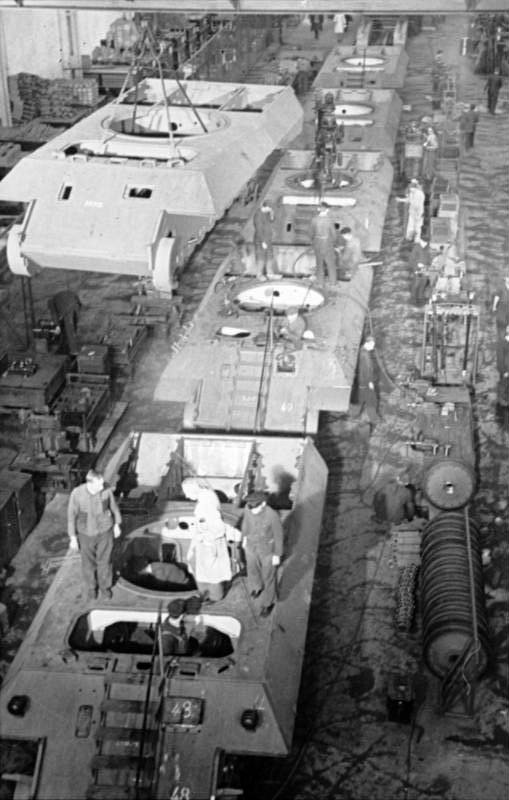
Chaîne d’assemblage du char Panther en 1944.

La production commença à la fin du mois de novembre 1942, avec pour objectif de livrer 250 exemplaires pour le 12 mai 1943. Afin d’accélérer la cadence, elle ne fut pas confiée seulement à MAN, mais également à Daimler-Benz, Henschel et MNH (Maschinenfabrik Niedersachsen Hanover). Le modèle de production était identique au deuxième prototype de MAN, mais la tourelle Rheinmetall comportait quelques modifications dans sa forme générale, au niveau de la coupole du chef de char et du frein de bouche. Les tests réalisés en janvier et février 1943 montrèrent cependant l’existence de nombreux problèmes tant dans la conception que dans la fabrication, résultant de la mise en production précipitée du char. Les pannes mécaniques étaient ainsi fréquentes et le moteur à essence avait une fâcheuse tendance à prendre feu.
À la fin du mois de mars, quatre-vingt-dix véhicules avaient été produits, mais ils présentaient tant de problèmes qu’ils ne pouvaient guère être utilisés que pour l’entraînement. Parallèlement, afin de ne pas ralentir la cadence de production et pouvoir tenir l’objectif, les entreprises impliquées décidèrent de terminer la première série de 250 chars sans faire de modifications, ceux-ci devant par la suite être envoyés à l’entreprise  DEMAG (Deutsche Maschinenbau-Aktiengesellschaft) qui effectuerait les corrections, ce qui fut fait en avril et en mai 1943. Cette reconstruction ne fut néanmoins pas suffisante et les tests ultérieurs continuèrent de révéler des problèmes, parfois majeurs, qui faisaient l’objet de corrections au fur et à mesure ; début juin, entre les chars immobilisés par les pannes et ceux en reconstruction, l’armée allemande n’avait toujours pas de Panther opérationnel.

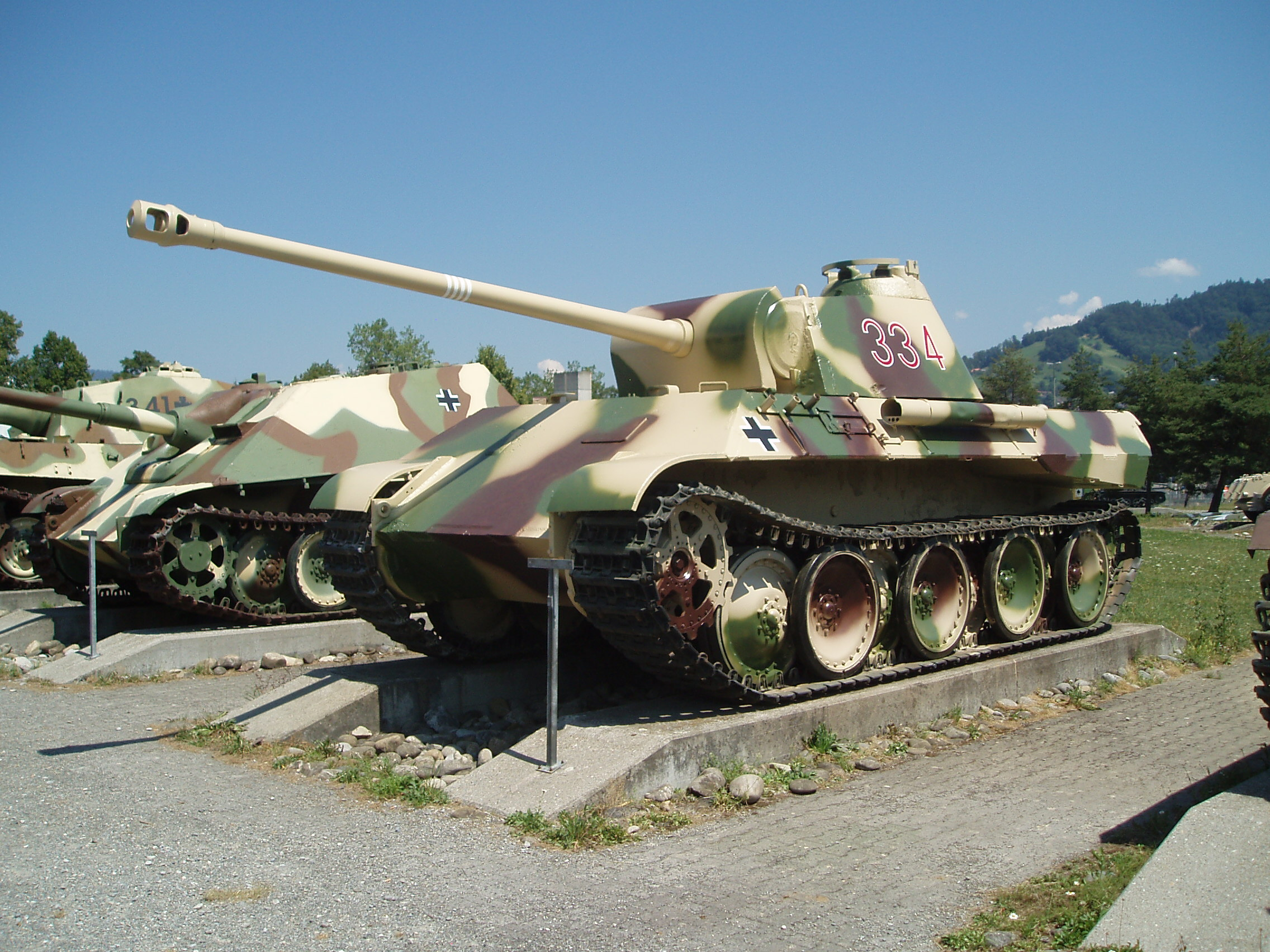
Panther G

La production du modèle D prit fin en septembre 1943, après la production de 850 exemplaires, et il fut remplacé par le modèle A. Celui-ci incluait les modifications qui avaient été introduites sur le Panther D au fil de la production, ainsi qu’une tourelle légèrement redessinée, notamment au niveau de la coupole du chef de char. Le Panther A fut produit pendant plus d’un an, avant d’être progressivement remplacé à partir du début de l’année 1944 par le modèle G, le modèle A restant toutefois en production jusqu’en juillet 1944 dans certaines usines. Le Panther G était sensiblement différent de ses prédécesseurs et incluait des modifications qui avaient été envisagées pour le Panther II, désormais abandonné ; en particulier l’inclinaison et l’épaisseur du blindage avant et latéral furent modifiées, tandis que la plage arrière était redessinée. Ces changements ne bouleversaient cependant pas les performances d’ensemble du char, qui restaient globalement les mêmes que celles de son prédécesseur.
La destruction par les bombardements puis la capture progressive des usines par les Alliés ralentit peu à peu la production à partir de 1944 : l’objectif de production du modèle G ne put jamais être atteint et le modèle F, dont la mise en service était prévue pour mai 1945, ne parvint pas à être mis en production. Par ailleurs, aux problèmes de qualité engendrés par le recours à une main-d'œuvre de moins en moins qualifiée (ou même forcée) s'ajoutèrent l'appauvrissement de l'Allemagne en métaux rares (manganèse, molybdène) dont la conséquence fut une perte de dureté et de résilience pour les blindages produits à la fin de la guerre .
| Modèle  | Quantité | Période de fabrication |
| ------- | -------- | ---------------------- |
| Ausf. D | ~850     | jan. à sept. 1943      |
| Ausf. A | ~2.200   | août 1943 à août 1944  |
| Ausf. G | ~2.950   | mars 1944 à avril 1945 |
| Total   | ~6.000   |                        |

### Le Panther II
Dès l’été 1942, alors que les modèles de pré-série du Panther n’étaient même pas encore terminés, l'Allemagne commença à envisager un Panther II. Cette hâte avait pour origine la crainte que le blindage du Panther tel qu’il était prévu ne soit pas suffisant à moyen terme et qu’il soit encore nécessaire de le renforcer, ce qui n’était pas possible sur le premier Panther. En décembre 1942, des spécifications furent émises pour un char de 47 t avec un blindage compris entre 100 et 150 mm pour la tourelle et l’avant de la caisse et 60 mm pour les côtés. Par la suite, le développement du Panther II fut étroitement lié à celui du Tigre II, les deux chars possédant de nombreux éléments communs, par exemple le moteur ou les chenilles. DEMAG reçut en février 1943 le contrat de développement du char, dont l’entrée en service était prévue pour septembre 1943. Le projet s’essouffla cependant rapidement dès l’été 1943 et bien qu’ayant reçu commande de deux prototypes en juillet 1943, MAN ne construisit qu’un seul châssis, qui était encore inachevé lorsqu’il fut capturé par les Américains à la fin de la guerre.

## Caractéristiques

### Motorisation
La proposition initiale de MAN envisageait trois moteurs : un moteur diesel, le MB502, et deux moteurs à essence, les Maybach HL210 et Maybach HL230. Finalement, le moteur retenu pour la version de production du Panther fut le HL210, un V12 de 650 ch qui était également celui initialement prévu pour le Tigre. Au moment où ce moteur fut sélectionné, le ratio poids/puissance était de 18 ch/t, une bonne performance, supérieure à celle du T-34, mais les hausses de poids successives dégradèrent considérablement ce résultat par la suite. Plus problématique encore, il apparut rapidement que le moteur surchauffait rapidement lorsqu’il était en surrégime, or il n’était pas rare que les conducteurs inexpérimentés le sollicitent trop, causant alors des incendies, et dans certains cas la perte totale du véhicule. Seuls les 250 premiers véhicules furent donc équipés de ce moteur, qui fut ensuite remplacé par le Maybach HL 230 P30. Celui-ci avait une puissance de 700 ch, mais surtout un meilleur couple, ce qui améliorait l’accélération et le comportement dans les pentes. La vitesse maximale restait en revanche plus ou moins la même entre les deux moteurs. Elle était pour le modèle D d’environ 55 km/h sur route, mais en pratique les conducteurs dépassaient rarement les 30 km/h pour ne pas endommager le moteur ; la vitesse maximale atteignable hors-route était d’environ 24 km/h. Ces performances étaient similaires à celles d’autres chars moyens équipés de moteurs à essence, mais inférieures à celles de ses opposants dotés de moteurs diesel, comme le T-34.
Malgré les demandes de Guderian pour que le Panther soit équipé d’une boîte de vitesses à présélection Maybach Olvar, qui aurait beaucoup facilité la tâche du conducteur, il reçut initialement une plus classique boîte manuelle à sept vitesses et synchroniseur AK 7-200, produite par Zahnradfabrik Friedrichshafen,. Ce choix était basé sur l’idée qu’une boîte de vitesse plus simple serait également plus fiable, toutefois elle nécessitait également des conducteurs plus expérimentés afin d’éviter les à-coups et les erreurs, or le manque d’essence et de chars disponibles limitaient souvent le temps de formation des nouveaux conducteurs.
Le Panther comptait de chaque côté huit double-roues de route de grand diamètre entrecroisées, qui étaient montées sur les doubles barres de torsion et répartissaient la charge sur chaque chenille. Les roues connurent des débuts difficiles : en raison de l’augmentation de la masse du char, elles subissaient dans les virages une tension supérieure à ce que leurs boulons pouvaient supporter et avaient de ce fait tendance à se fracturer et à s’arracher. Le problème fut résolu à l’automne 1943 en augmentant le nombre de boulons, mais est symptomatique des difficultés causées par la hausse de la masse conjuguée au manque de tests. Les chenilles étaient constituées de quatre-vingt-six segments larges de 66 cm, ce qui permettait au char de n'exercer qu'une pression de 0,812 kg/cm2, malgré son poids avoisinant les 45 t.
Les réservoirs avaient une capacité totale de 720 litres, ce qui, malgré une consommation de 2,8 l/km lui procurait une autonomie de 250 km sur route, réduite cependant à 100 km en tout-terrain. L’utilisation d’essence comme carburant générait un risque important d’incendie et les équipages étaient incités à être particulièrement vigilants sur l’état du circuit de carburant et lors des ravitaillements.
L’ensemble moteur souffrit longtemps de problèmes de fiabilité et les pannes étaient fréquentes sur tous ses composants. Les causes étaient multiples, mais principalement liées à la mise en production rapide du char avec seulement un prototype, ainsi qu’à l’augmentation du blindage qui fit que la masse du char était bien supérieure à celle pour laquelle l’ensemble moteur avait été conçu.

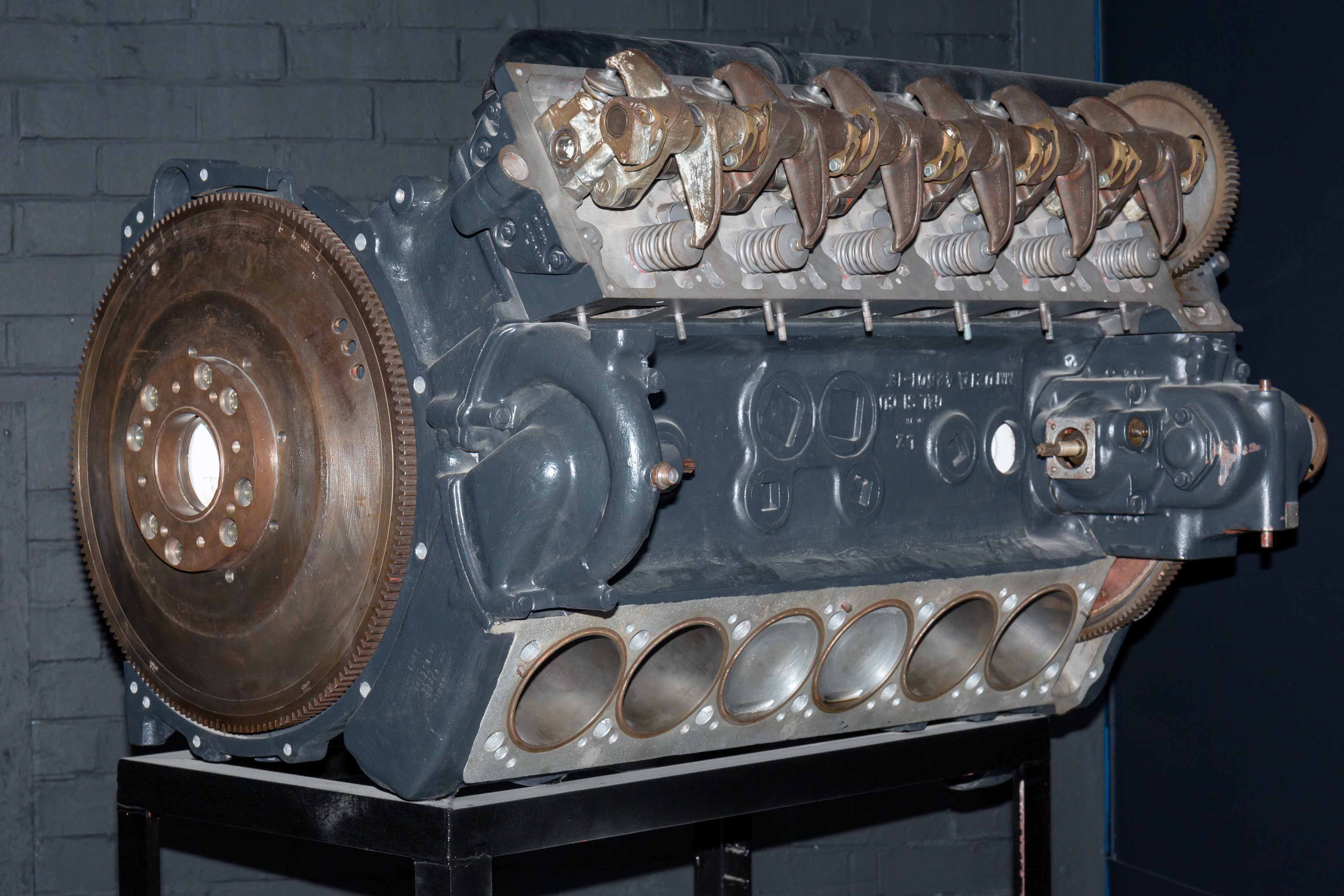
Moteur Maybach HL210 utilisé sur les premiers Panther.
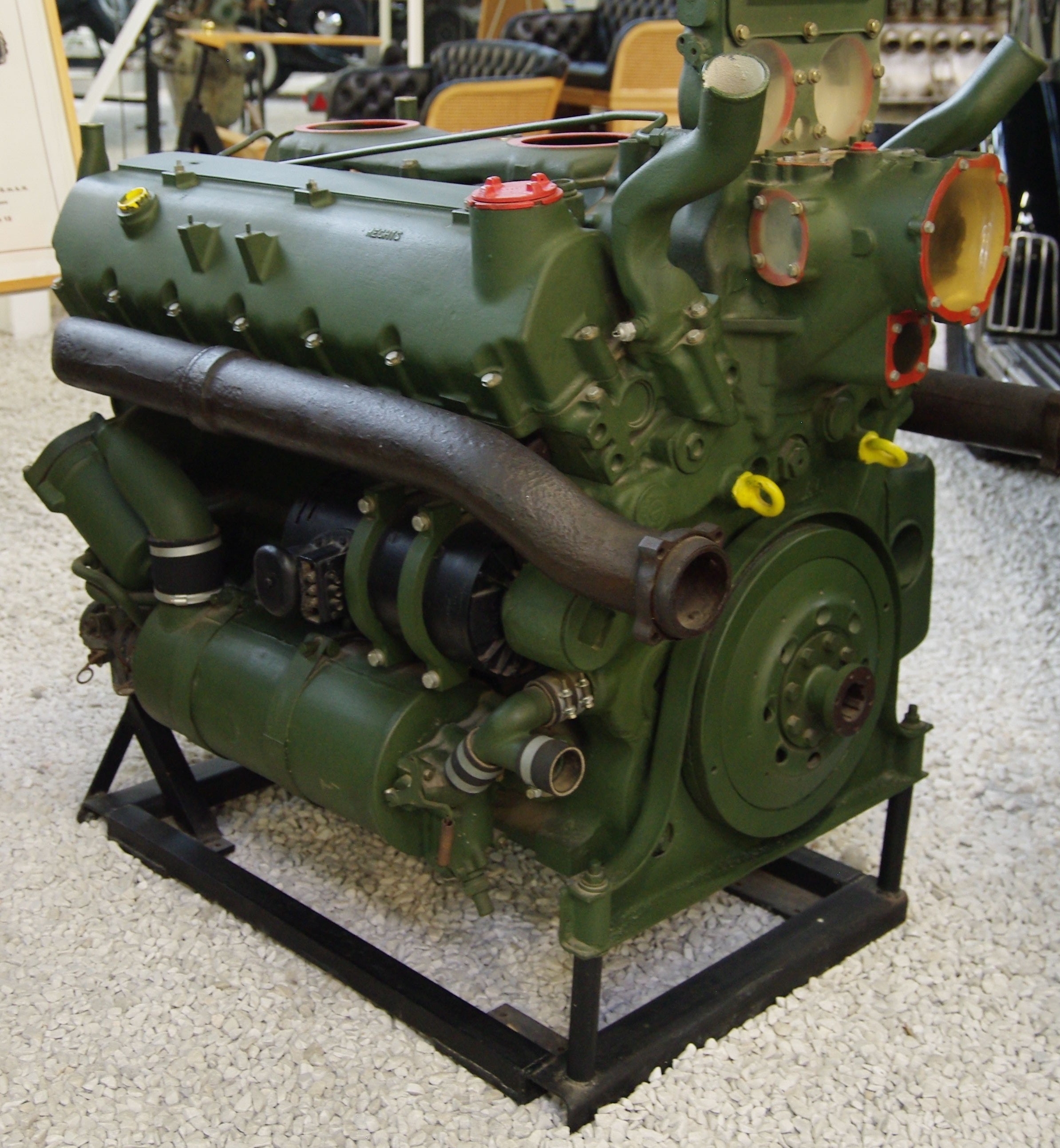
Moteur Maybach HL 230 utilisé par la suite.
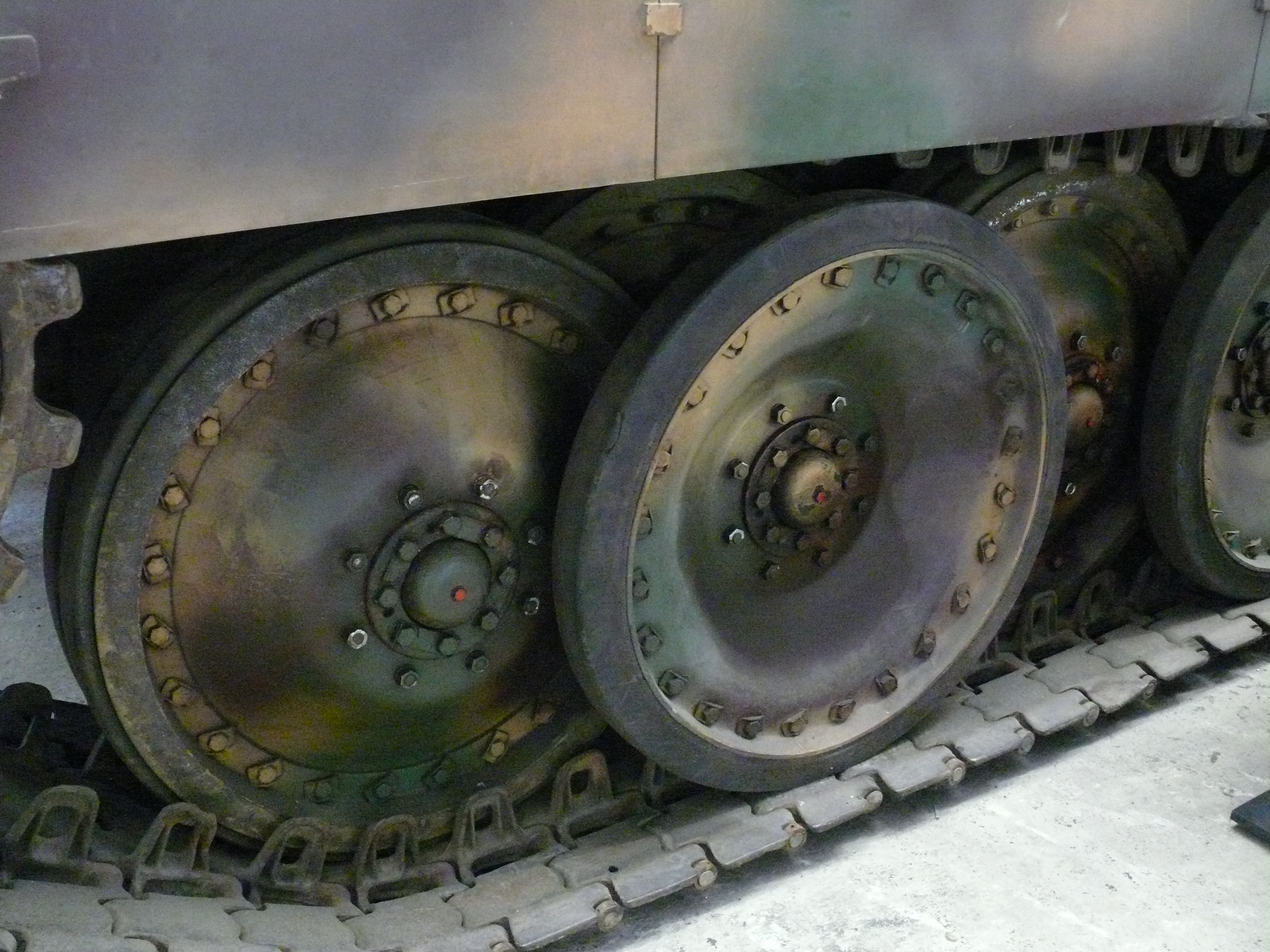
Détail des roues de routes entrecroisées sur un Panther A.
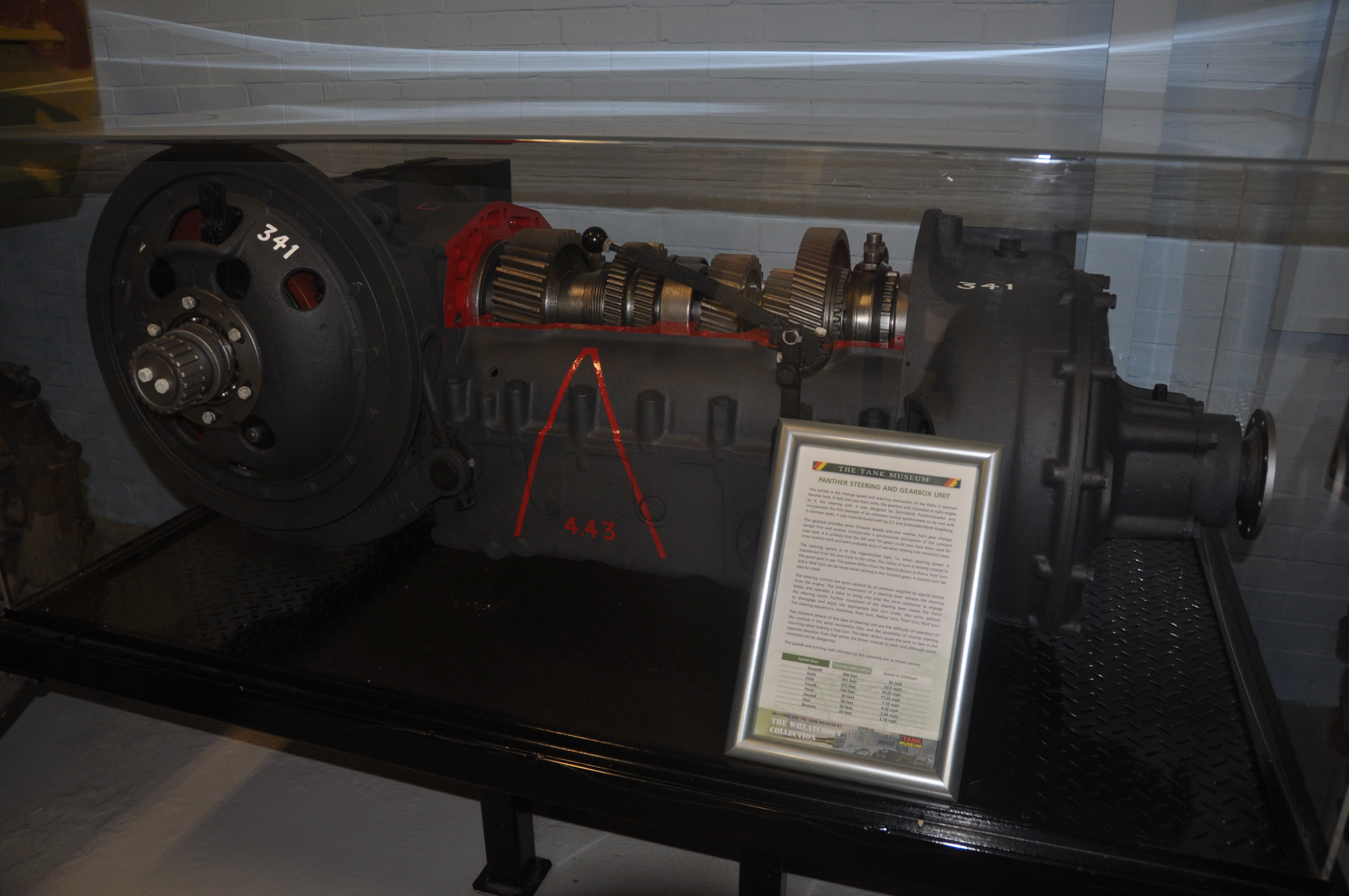
Boîte de vitesse du Panther.

### Armement et équipement

#### Armement principal

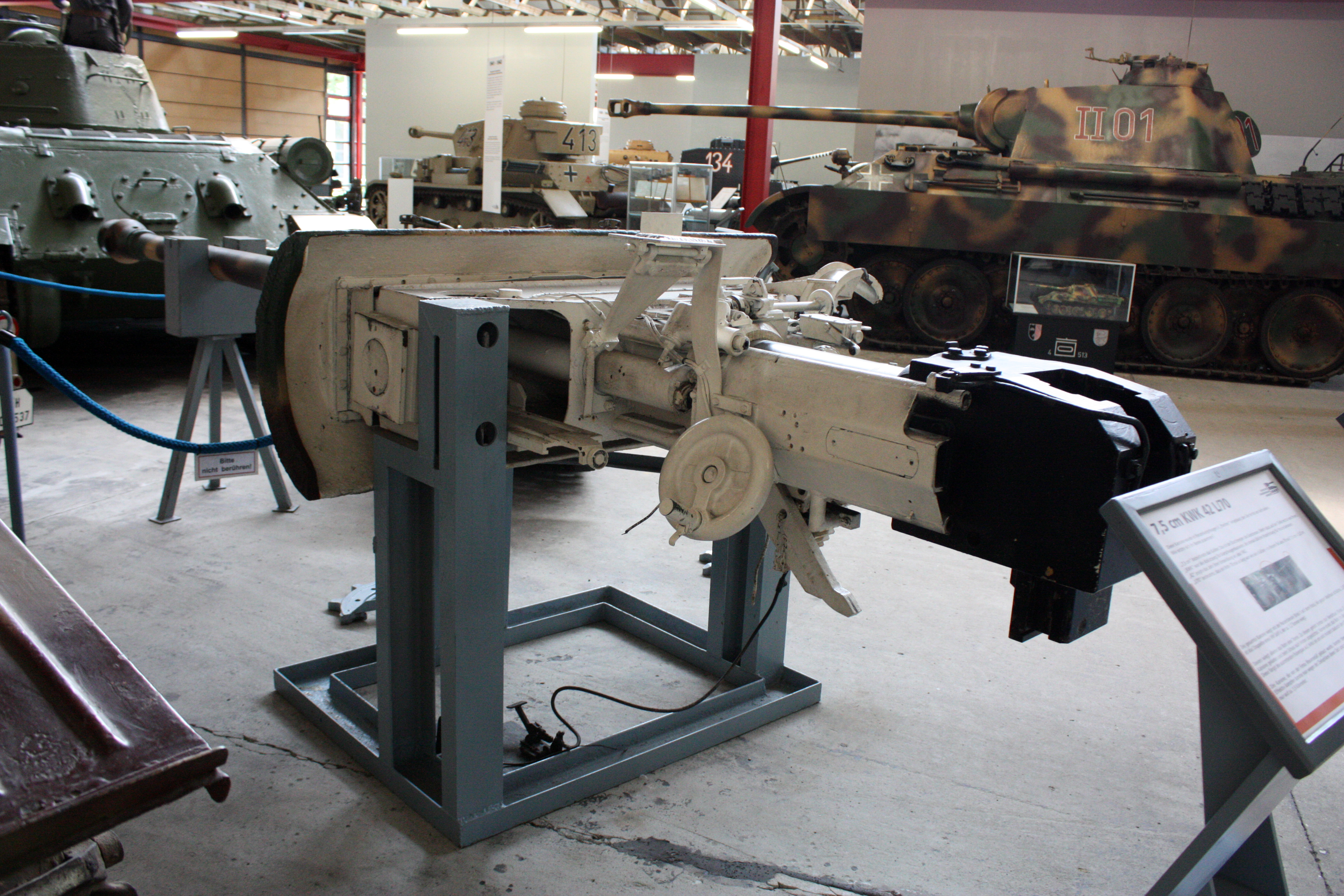
7,5-cm-KwK 42 L-70 au musée de Munster.

Le Panther a été conçu dès l’origine comme plateforme pour le canon Rheinmetall 7,5-cm KwK 42 L/70, avec trois types de munitions. La Panzergranatpatrone (PzGrPatr) 39/42 était une munition anti-char classique pour l’époque, composée d’une charge explosive et d’une pointe durcie, l’idée étant que l’obus pénètre le blindage et explose à l’intérieur du blindé ennemi ; sa vélocité en sortie de bouche était de 925 m/s. La PzGrPatr 40/42 était une munition antichar spéciale, sans charge explosive, mais avec un cœur en tungstène, destinée à percer les blindages les plus épais, cependant, en raison de la pénurie de tungstène touchant l’Allemagne, ces munitions étaient strictement rationnées et ne devaient être utilisées qu’en cas d’urgence ; sa vitesse en sortie de bouche était encore plus élevée, à 1 070 m/s. Enfin la Sprenggranatpatrone 42 était un obus explosif classique destiné à être utilisé contre les véhicules légers, l’infanterie et les bâtiments, à cet effet la fusée pouvait être réglée pour exploser à l’impact ou à retardement. La dotation en munition était de soixante-dix-neuf obus sur les modèles D et A, puis de 82 sur le modèle G, cette augmentation ayant été permise par les modifications de l'inclinaison du blindage latéral.
La traverse du canon se faisait par un système hydraulique, d’abord à une seule vitesse, puis à vitesse variable à partir du modèle A, ce qui permettait d’effectuer une rotation complète entre 15 et 93 s selon la vitesse sélectionnée. L’optique de visée était initialement un viseur binoculaire TFZ 12, qui fut remplacé par un viseur monoculaire TFZ 12a en décembre 1943.
Avec le PzGrPatr 39/42, le Panther pouvait transpercer 111 mm de blindage incliné à 30° à 1 000 m, et 149 mm à la même distance avec la PzGrPatr 40/42, ce qui lui permettait de détruire n’importe quel char en service, d’autant plus que ses optiques lui permettaient de bénéficier d’une probabilité de toucher sa cible au premier tir de 97 %.

#### Armement secondaire
L’armement secondaire était constitué de deux mitrailleuses MG34T de 7,92 mm. L’une était montée dans la tourelle, à droite du canon et tirait dans le même axe que celui-ci. L’autre était située en proue et tirait à travers un simple volet blindé, dit « boîte aux lettres » car il s’ouvrait et se fermait de la même manière. Ce système fut remplacé à partir de décembre 1943 par un port de tir arrondi Kugelblend 50 qui permettait d’élargir le champ de tir et de supprimer le périscope de l’opérateur radio, l’arme étant dotée de son propre viseur KFZ 2. À partir d’août 1943, un rail circulaire fut par ailleurs installé sur la coupole du chef de char pour permettre l’installation d’une troisième MG34, mais l’arme n’était pas systématiquement installée. La dotation en munition pour les mitrailleuses était de 4 200 cartouches.
Pour la défense rapprochée ou en cas d’évacuation, l’équipage avait à sa disposition un pistolet mitrailleur MP38 ou MP40 et quelques grenades ; chaque membre d’équipage était en outre armé d’un pistolet P38 ou, plus rarement, Luger.

#### Équipements électroniques
Le Panther était équipé d’une radio Fu 5, dotée d’un émetteur de 10 W et d’un récepteur d’ondes ultra-courtes, qui opérait dans la bande 27,2–33,4 MHz. Son antenne de deux mètres était installée sur le plan arrière. Elle était à la charge du membre de l’équipage installé à l’avant droit de la caisse et qui servait également la mitrailleuse de proue.
À l’automne 1944, un petit nombre de Panther G furent également équipés de dispositifs de vision nocturne.

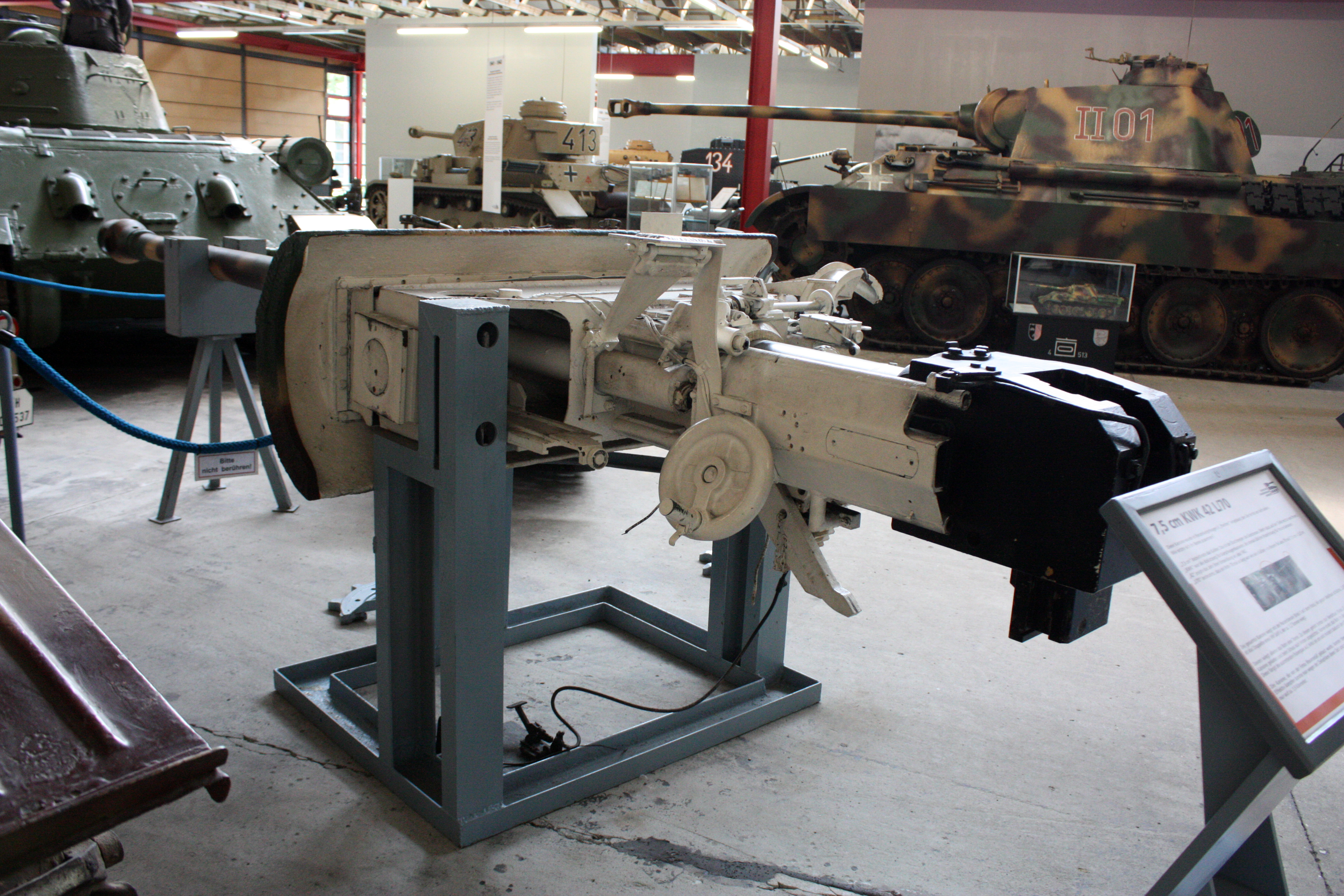
Canon 7.5-cm-KwK 42 L/70 du Panther.
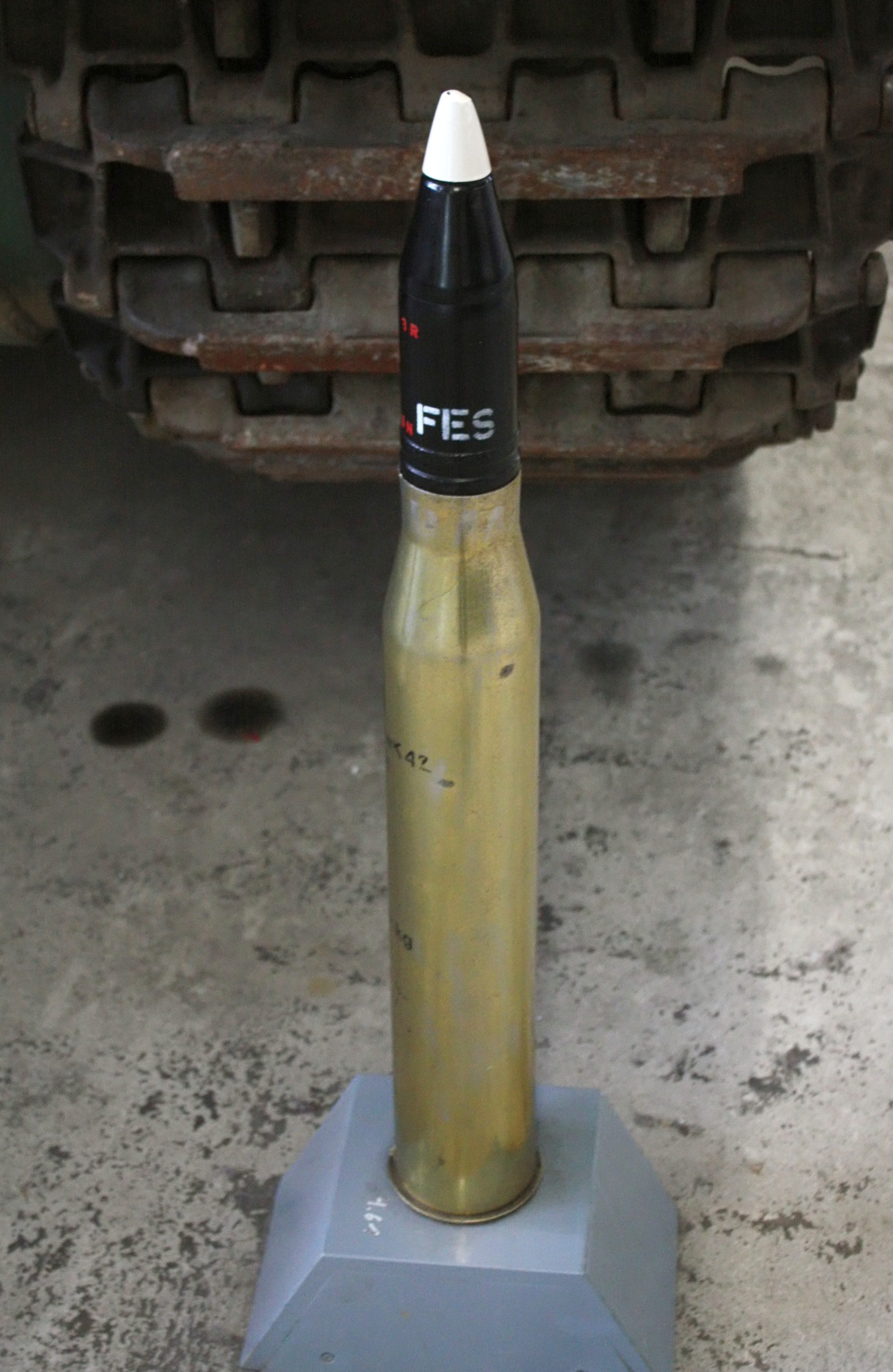
Obus antichar PzGrPatr 39/42.
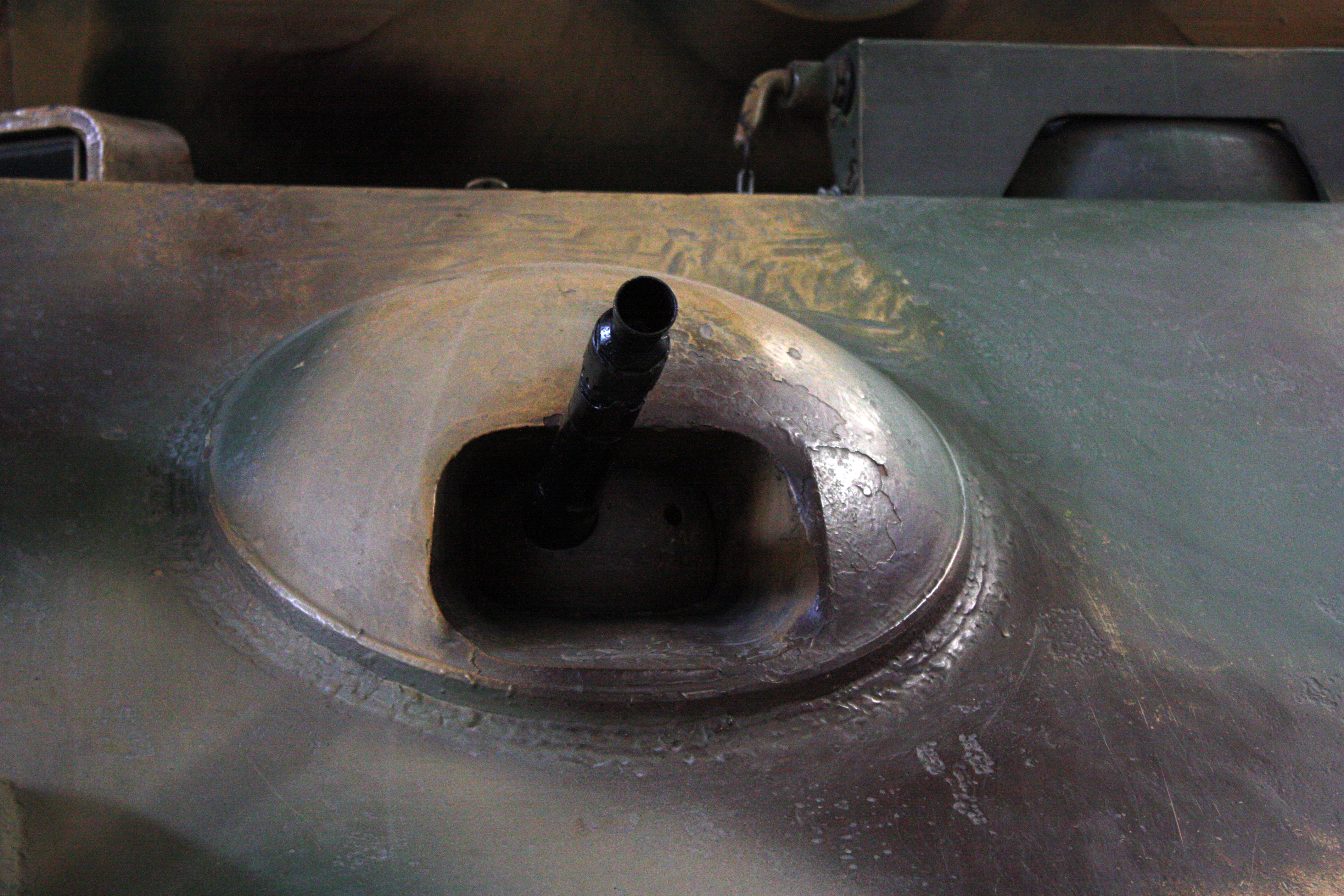
Détail du port de tir Kugelblende 50 utilisé à partir de décembre 1943 pour la mitrailleuse de proue.

### Protection

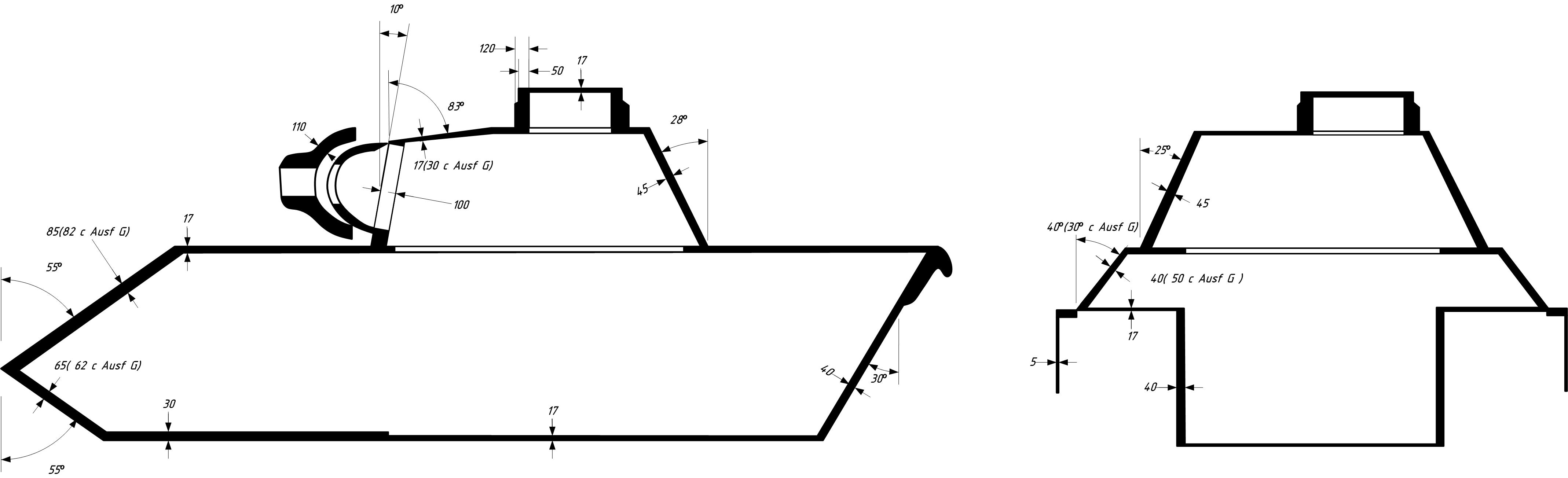
Disposition et épaisseur du blindage du Panther

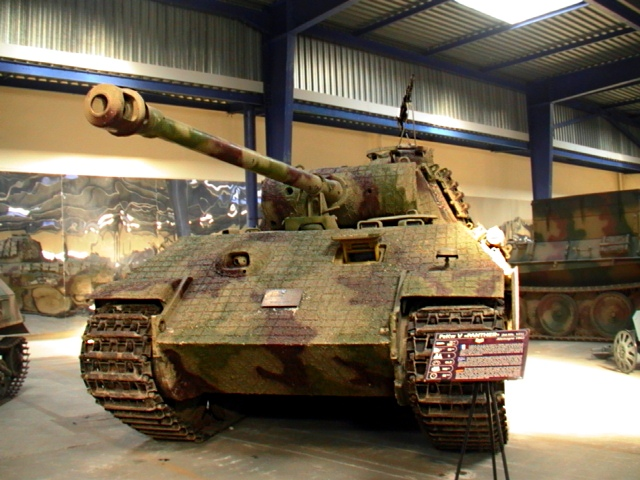
Panther recouvert de zimmerit au Musée des blindés de Saumur

L’épaisseur de 80 mm du blindage frontal n’était pas prévue à l’origine, le prototype se limitant à 60 mm, mais fut parmi les corrections que l’armée demanda d’intégrer aux modèles de pré-série. Les inquiétudes quant au fait que le Panther pourrait ne pas être suffisamment blindé persistèrent néanmoins, et Hitler lui-même proposa que le blindage frontal soit augmenté à 100 mm. La demande fut toutefois repoussée par MAN, sur la base des difficultés techniques que cela poserait. Le blindage fut par ailleurs fortement modifié sur le modèle G, l’inclinaison des plaques latérales étant diminuée à 29° tandis que leur épaisseur était augmentée à 50 mm pour conserver la même valeur théorique de blindage. En retour, pour éviter d’augmenter la masse totale du char, l’épaisseur de la plaque frontale inférieure fut abaissée à 50 mm et celle du dessous à 25 mm.
Même s’il n’avait pas été augmenté autant que le désirait Hitler, le blindage frontal du Panther lui permettait à ses débuts de résister à la plupart des chars disponibles chez les Alliés : le Sherman M4A2 par exemple, avec son canon de 75 mm ne pouvait espérer le transpercer, y compris à bout portant ; même le T-34/85 devait s’approcher à au moins 500 m pour avoir une chance. Cette caractéristique, conjuguée à sa propre puissance de feu, lui donnait un avantage certain, puisque la plupart des chars ennemis devaient largement entrer dans l’enveloppe de tir efficace du Panther avant d’être eux-mêmes en mesure de le menacer. Cependant, les chars Staline et Pershing qui commencèrent à apparaître à partir de 1944 constituaient des adversaires trop puissants pour le Panther.
Si le blindage frontal était particulièrement résistant, on ne peut toutefois pas en dire autant du blindage latéral, qui constituait une faiblesse majeure, pouvant être transpercé à au moins 1 500 m par la plupart des canons alliés. Par ailleurs, le blindage souffrait d’un autre défaut majeur, sans lien avec son épaisseur : lorsqu’un obus touchait la partie inférieure du mantelet de la tourelle, la forme circulaire de celui-ci le déviait soit vers le bas, soit directement dans le toit faiblement blindé de la caisse. Ce défaut ne fut corrigé qu’à l’automne 1944 avec la modification du mantelet dont l’arrondi fut cassé par un angle droit.
À partir de septembre 1943, les Panther furent recouverts en usine d’un revêtement en Zimmerit, une pâte durcissant à l’air qui, étant constituée de matériaux non-ferreux, empêchait de coller des mines magnétiques sur le char en mettant une distance entre les aimants de la mine et la surface métallique du blindage. La Zimmerit fut toutefois abandonnée à partir de septembre 1944, certains rapports en provenance du front faisant état que le revêtement prenait feu lorsque le char était atteint par des tirs.
Le Panther était également équipé à l’origine de six lance-grenades fumigènes disposés par groupe de trois de chaque côté de la tourelle. Ils avaient pour but de créer un écran de fumée pour dissimuler le char en cas de nécessité. Les premiers combats montrèrent toutefois qu’ils étaient vulnérables aux armes légères et aux éclats, qui les mettaient hors d’usage ou les faisaient se déclencher intempestivement. En mars 1944, un nouveau système de lance-grenade fut installé sur le toit de la tourelle, qui permettait non seulement de tirer des fumigènes, mais également des grenades antipersonnel pour repousser l’infanterie qui tenterait d’aller au contact du char.

### Équipage

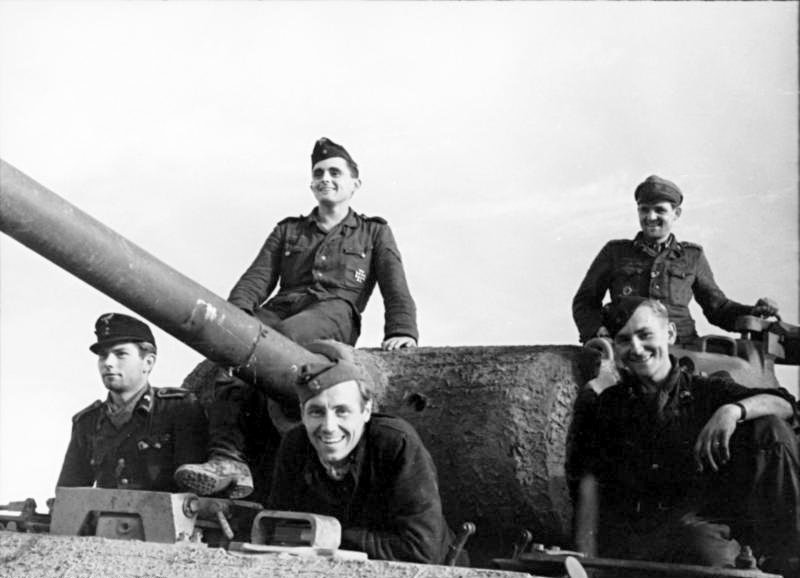
Équipage de Panther

Le chef de char était généralement un sous-officier, sauf s’il commandait également le peloton, auquel cas c'était un lieutenant. Dans ce dernier cas, ou dans celui d’un commandant de compagnie, le chef de char devait, outre son propre char, également diriger les autres véhicules de son unité. Lorsqu’il était assis sur son siège, situé à gauche du canon, le chef de char pouvait voir à l’extérieur par les fentes de vision de la coupole surmontant sa place, qui furent remplacées par des épiscopes à partir du Panther A, ces derniers améliorant grandement sa visibilité. Il pouvait aussi se tenir debout sur une petite plateforme, lui permettant alors de sortir la tête de la tourelle : cela lui permettait d’avoir une excellente perception de son environnement, mais le rendait également beaucoup plus vulnérable. De son poste, il pouvait repérer l’ennemi, donner la direction générale de pointage au tireur et lui indiquer les corrections éventuelles à effectuer après un tir.
Le tireur était le deuxième membre de l’équipage en ordre d’importance après le chef de char, qu’il remplaçait par ailleurs si celui-ci était mis hors de combat ou absent. Le pilote était installé à l’avant gauche de la caisse. Outre la conduite du char, il avait également sous sa responsabilité la maintenance. À sa droite se trouvait le radio, qui servait également la mitrailleuse de proue ; il devait en outre remplacer le chargeur si celui-ci était mis hors de combat.
Le poste de chargeur enfin, était traditionnellement attribué au membre de l’équipage le moins expérimenté. Il s’agissait d’une fonction particulièrement pénible : outre la difficulté qu’il y a à manipuler des obus dans l’espace étroit d’un char par ailleurs souvent en mouvement lors du chargement, le chargeur ne pouvait se tenir debout du fait de la hauteur limitée de la tourelle, l’obligeant à exécuter sa tâche courbé, une position assez peu ergonomique. Le chargeur avait également sous sa responsabilité la mitrailleuse coaxiale, ce qui empêchait de fait le char d’utiliser le canon et la mitrailleuse en même temps.

## Variantes

### Chars de commandement

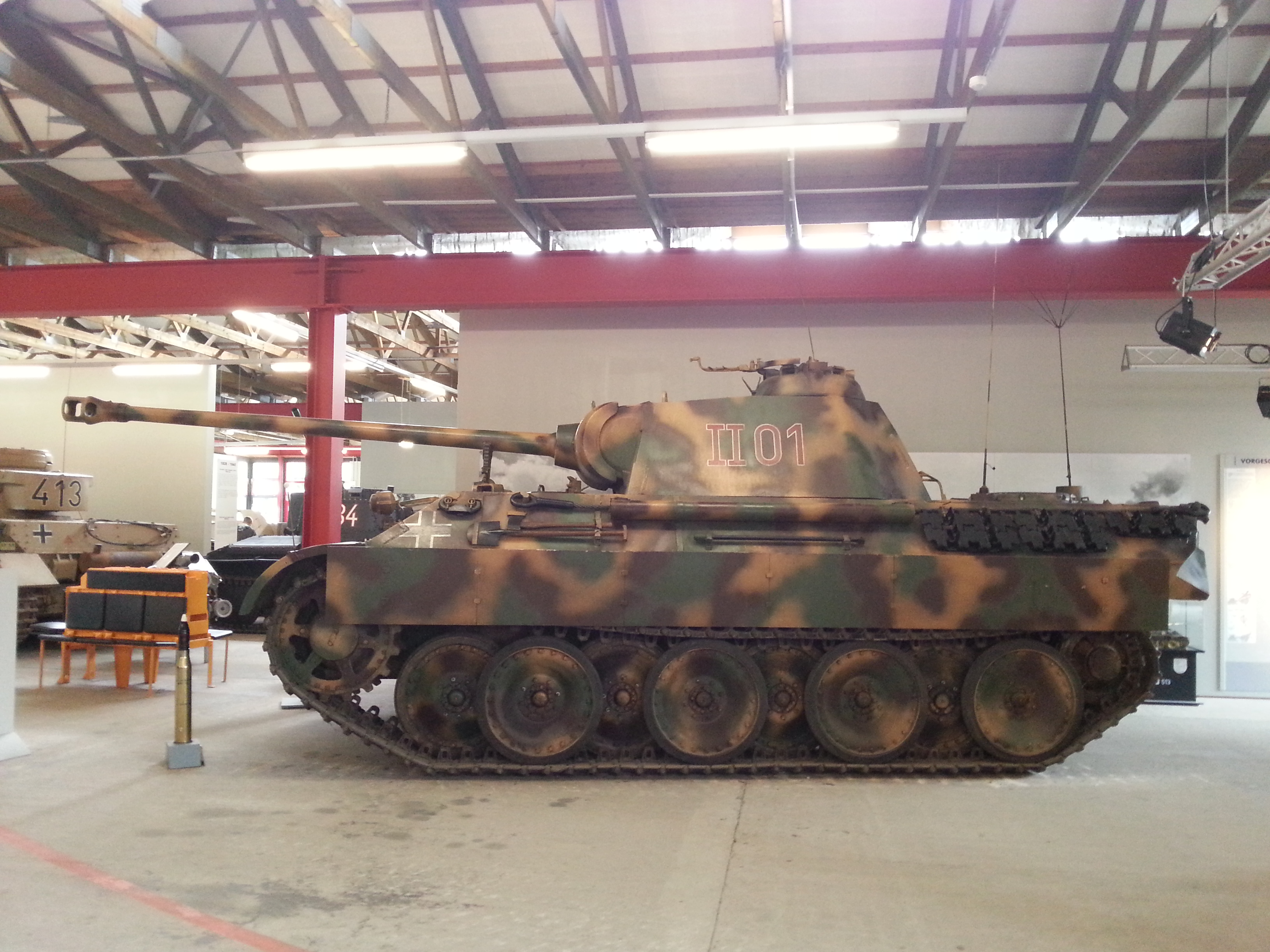
Befehlspanther Sdkfz 267 sur base de Panther A. Les antennes supplémentaires sont visibles à l’arrière.

Le Panther fut décliné en deux versions destinées au commandement et la liaison, qui emportaient notamment du matériel radio supplémentaire. Le Befehlspanzer Sd.Kfz. 267 Panther était destiné aux commandants de régiments et de bataillons, il était équipé d’une radio Fu 8 dont la portée était d’environ soixante-cinq kilomètres, en complément du Fu 5 dont la portée était d’environ huit kilomètres. Ce matériel nécessitant de la place, le char n’emportait que soixante-quatre obus et n’avait pas de mitrailleuse coaxiale. 350 exemplaires furent produits en usine, mais il existait aussi un kit permettant de convertir un Panther classique directement sur le front.
Le Befehlspanzer Sdkfz 268 Flivo était quant à lui un véhicule dédié à la liaison air-sol. Il était similaire au véhicule de commandement Sd.Kfz. 267, mais avec une radio Fu 7 au lieu de la Fu 8. Seulement quarante exemplaires furent produits, la disparition de la Luftwaffe du ciel à partir de 1944 lui ôtant l’essentiel de son intérêt opérationnel.

### Char de dépannage: le Bergepanther

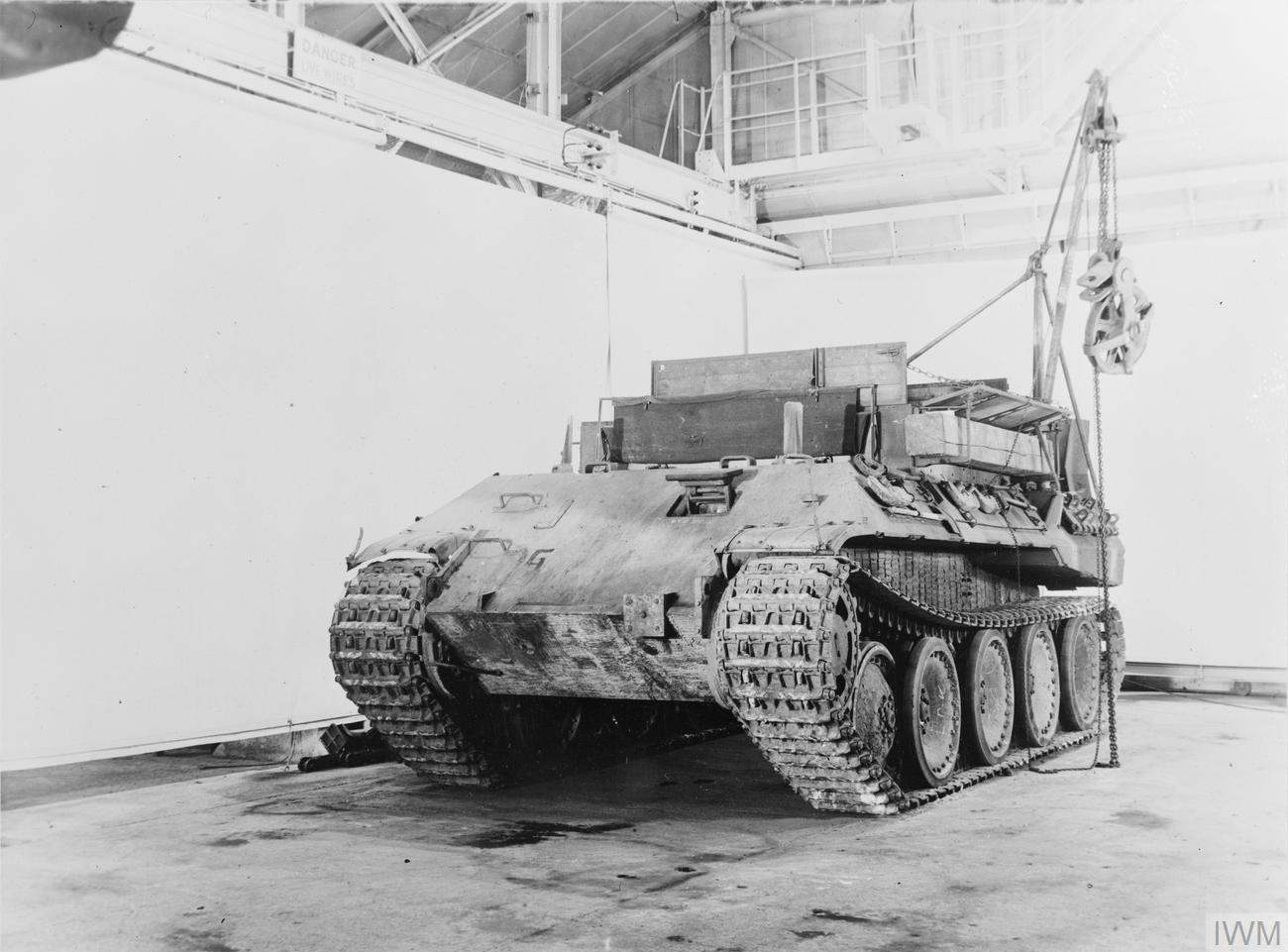
Bergepanther.

Dès la sortie du Panther et du Tigre, les Allemands se trouvèrent confrontés au problème de leur dépannage : le projet de tracteur lourd Sd.KfZ. 20 qui aurait dû remplir ce rôle avait été arrêté avant d’entrer en production. Par ailleurs, si des solutions existaient pour tracter un char lourd, comme utiliser plusieurs tracteurs ou ancrer des treuils dans le sol, elles n’étaient pas utilisables dans l’environnement dangereux du front. Les Allemands commencèrent donc en mars 1943 la conception d’un véhicule blindé capable de tracter un Panther, qui devrait être prêt pour l’opération Citadelle prévue pour l’été. Les vingt-deux premiers Bergepanther étaient simplement des caisses de Panther D prélevées sur la production : les dix premiers véhicules n’avaient même pas d’équipement de tractage et les troupes durent improviser avec ce qu’elles avaient sous la main ; les douze suivants furent équipés de barres de dépannage, mais n’avaient toujours ni treuil, ni moyen d’ancrage. La production du Bergepanther sur une chaîne dédiée commença en juillet 1943 et fut confiée à l’entreprise Siebert AG, qui convertissait en Bergepanther des Panther trop endommagés pour continuer à servir de char de combat. Le nombre d’exemplaires produits ou convertis est de 233 à partir du Panther A et 94 à partir du Panther G.
Dans sa version de production, le Bergepanther emportait un treuil de 40 t. Il était armé d’une mitrailleuse MG 34 pour l’autodéfense et pouvait également être équipé en option d’un canon 2-cm KwK 30 à l’avant, bien que très peu semblaient avoir effectivement reçu cette arme.

### Chasseurs de char

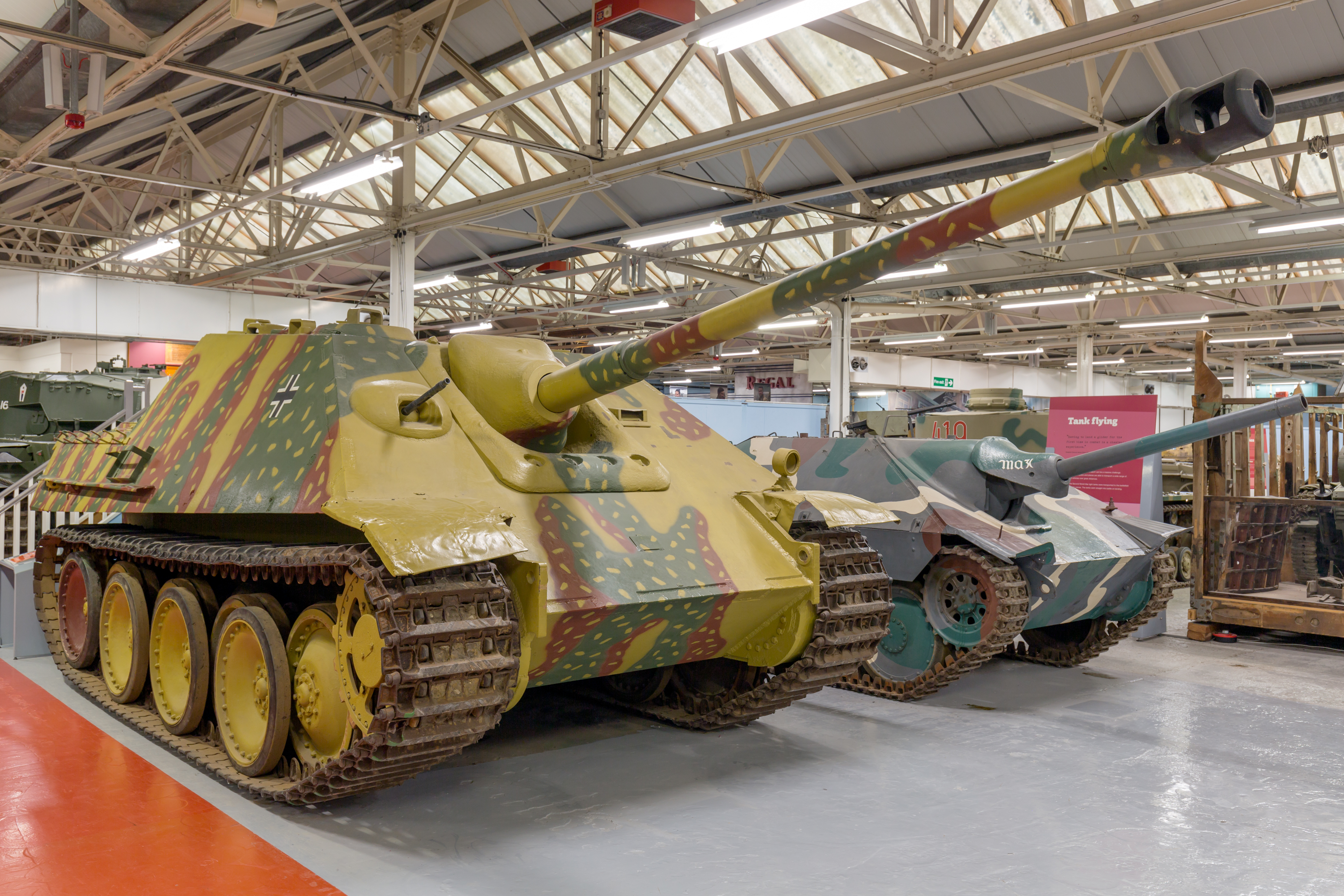
Jagdpanther.

En août 1942, le Waffenamt demanda à Krupp de concevoir un véhicule intégrant un canon antichar de 88 mm sur un châssis de Panther. Krupp s’étant déclaré incapable d’effectuer un tel travail dans les délais exigés, le projet fut partagé avec Daimler-Benz en octobre. Une maquette du véhicule fut présentée à Hitler le 20 octobre 1943, alors qu’un premier prototype était terminé au même moment, un second l’étant quelques semaines plus tard. La production commença en janvier 1944 et ne s’arrêta qu’à la capture des usines par les Alliés en avril 1945, le nombre total d’exemplaires produit étant d’environ 413.

### Fortifications
La tourelle du Panther commença à être utilisée dans les fortifications à partir de la fin de l’année 1943. Il ne s’agissait cependant pas dans la majeure partie des cas de la tourelle de série, mais d’une variante spécialement modifiée à cet usage, dont le blindage du toit était augmenté pour atteindre les 40 mm, ceci afin de lui permettre de mieux résister aux bombardements d’artillerie. Les composants de ces tourelles, dites Panther Ostwallturm, étaient produits par les entreprises Dortmund Hoerder Hūttenverein et Ruhrstahl puis assemblées par DEMAG. Elles étaient ensuite montées sur des emplacements de combat et de vie préfabriqués appelés Pantherturm, l’ensemble étant ensuite enterré en ne laissant dépasser que la tourelle, ce qui en faisait une cible difficile à voir, et encore plus à atteindre. Au total, 268 tourelles ont été installées, principalement sur le mur de l'Atlantique et la ligne Siegfried, mais aussi sur la ligne Hitler, la ligne gothique et la ligne Panther-Wotan.

### Projets non réalisés
Il y eut de nombreuses études afin d’utiliser le châssis du Panther comme plateforme d'artillerie et comme véhicule de support. Bien que certaines parvinrent à un stade avancé de conception, aucune ne déboucha, principalement parce que la production de châssis était trop faible pour permettre d'en distraire une partie pour ces applications.
Il y eut également de nombreuses études en vue d’utiliser le châssis du Panther comme base pour de l’artillerie autopropulsée. Krupp fit quatre propositions à l’automne 1942 : le Heuschreke 12 et le Heuschreke 15 montaient dans une tourelle respectivement un canon de 128 mm K.43 pour l’un et un de 150 mm s.F.H.43L/35.5 pour l’autre ; d’un autre côté le Grille 12 et le Grille 15 utilisaient les mêmes pièces, mais dans une configuration différente. Les Heuschreke firent l’objet d’une commande de deux prototypes en février 1943, mais elle fut annulée en mai et les véhicules ne semblent pas avoir dépassé le stade de la planche à dessin. Une maquette en bois des Grille fut réalisée en novembre 1942 et un prototype commandé en janvier 1943. Le développement continua tout au long de l’année 1943, voyant notamment le remplacement des canons prévus initialement par le 12,8 cm K44 L/55 pour le Grille 12 et le 15 cm s.F.H. pour le Grille 15. Toutefois le contrat fut là encore annulé, le 20 octobre 1943. Krupp poursuivit néanmoins le travail sur les canons automoteur sur base de Panther et fit en 1944 toute une série de propositions utilisant le 15 cm s.F.H. 18 avec différentes configurations, toutes étant rejetées. De son côté, Rheinmetall fit également toute une série de propositions de canons automoteurs utilisant les mêmes pièces d’artillerie que les propositions de Krupp, mais tous ces projets restèrent au stade du dessin.
À côté de l’artillerie conventionnelle, Krupp s’est également penché sur l’artillerie anti-aérienne. En novembre 1942 un premier projet vit le jour pour installer un canon de 8,8 cm Flak L/41. L’armée mit toutefois fin à ce projet en janvier 1944, de même qu’à un projet similaire de Rheinmetall, sans qu’aucun soit allé plus loin que le stade de la maquette. Les raisons de cet abandon étaient la nécessité de consacrer les ressources à des projets plus importants, conjuguée au fait que la menace venait davantage d’avions attaquant à basse qu’à haute altitude, alors que le canon de 88 mm était plus adapté à ces derniers. Parallèlement Daimler-Benz fut chargé de concevoir une tourelle pouvant accueillir une variante haute-performance de deux canons de 3,7 cm Flak 43, destinée à être monté sur le châssis du Panther, le véhicule ayant la dénomination Flakpanzer 341. Ce projet atteignit un stade avancé avant d’être annulé en janvier 1945 au motif que l’armement était trop léger pour un châssis de cette taille.
Enfin, Rheinmetall fut chargé de l'étude d'une tourelle pour un Panzerbeobachtungswagen Panther (véhicule blindé d'observation) de l'artillerie utilisant un châssis Panther. Il s'agissait de déterminer les corrections de tir basées sur l'observation de la chute du projectile et de les transmettre à l'artillerie. Plusieurs variantes furent envisagées, notamment une tourelle Panther modifiée avec un canon Kw.K.39/1 de 5 cm et une mitrailleuse coaxiale dans un Topfblende (mantlet) montée au centre d'une plaque plate couvrant l'avant de la tourelle ou un modèle différent doté d'un canon factice. Le Panzerbeobachtungswagen Panther ne fut jamais produit. Comme l'indique le journal de guerre du General der Artillerie OKH, le Général Lindemann, en date du 31 mars 1944, la remise de Panzers à l'artillerie s'est heurtée à des obstacles majeurs, dont notamment l'opposition du général Thomale (sous les ordres du général Guderian, inspecteur général des Panzertruppen). Le General der Artillerie OKH en informa l'Abteilung Organizations de la situation, mais il n'était pas en mesure d'inverser la décision et d'obtenir des châssis ou des composants de Panther pour l'artillerie .

## Histoire opérationnelle

### Le Panther dans la Wehrmacht

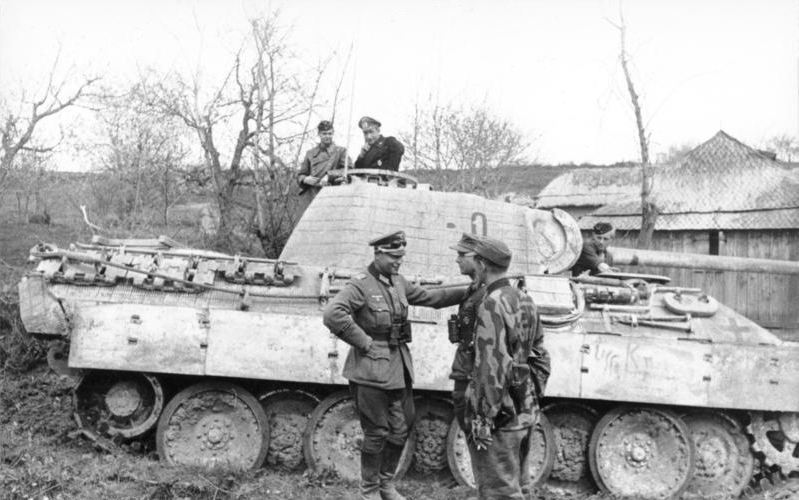
L'équipage d'un char avec le commandant du régiment

Destiné à remplacer les chars Panzer III et Panzer IV, le Panther ne fut jamais fabriqué en quantités suffisantes pour permettre d'atteindre cet objectif. Il équipa cependant pratiquement toutes les divisions blindées de la Wehrmacht. Chaque régiment blindé (un par division) était composé d'un bataillon à quatre compagnies de 22 Panther, l'autre bataillon restant équipé de Panzer IV jusqu'à la fin de la guerre. Fin 1943, en comptant les chars des états-majors du régiment et des bataillons, une division à effectif complet - ce qui était rare - pouvait atteindre 200 chars, dont 99 Panther.
La composition du bataillon Panther de la division évolua au cours des trois dernières années du conflit. Ainsi, l'année 1944 vit d'abord l'effectif de la compagnie passer de 22 à 17 chars (soit quatre puis trois pelotons de cinq chars plus deux pour le groupe de commandement) puis être encore réduit en novembre 1944 jusqu'à atteindre parfois seulement 14 chars par compagnie.
Enfin, en mars 1945, un dernier format fut défini, bien que le temps ait probablement manqué pour achever sa mise en œuvre. Le régiment blindé de la Panzerdivision 45 ne comportait plus qu'un bataillon de chars mixte avec deux compagnies équipées chacune de 10 Panther et deux autres mettant en œuvre le même nombre de Panzer IV. La dotation totale du régiment était ainsi réduite à une cinquantaine de chars - dont une vingtaine de Panthers - en comptant son état-major.
Entretemps, le Panther avait également été retenu pour équiper dix brigades blindées numérotées de 101 à 110. Crées à partir de juillet 1944, elles étaient composées de trois compagnies de chars équipées chacune de 11 Panther et d'une compagnie de chasseurs de chars équipée de 11 Panzer IV/70 (V). Le groupe de commandement de la brigade ajoutait trois Panther et quatre chars Flakpanzer IV pour la défense aérienne. Trois brigades supplémentaires (numérotées de 111 à 113) furent créées en septembre. L'expérience ne fut pas concluante et les brigades furent toutes dissoutes avant la fin de l'année, leurs effectifs étant réaffectés dans les divisions blindées.
Après son introduction désastreuse lors de l'opération Citadelle durant l'été 1943, le Panther devint rapidement le fer de lance des divisions blindées de la Wehrmacht (Heer, Waffen SS et Luftwaffe). Il servit sur tous les fronts à l'exception de l'Afrique (la campagne de Tunisie s'étant terminée le 13 mai 1943).

### Bataille de Koursk
Le Panther fut engagé pour la première fois au combat le 5 juillet 1943, lors de l’opération Citadelle. Les 51. et 52. Panzerbataillon reçurent chacun quatre-vingt-seize chars, sous le commandement du général Meinrad von Lauchert dont l’état-major était lui-même équipé de huit tanks, pour un total de 200 Panther, l’ensemble étant rattaché à la Panzergrenadier-Division Großdeutschland. La participation des Panther, dont on attendait beaucoup, fut dans l’ensemble un fiasco : 10% des chars tombèrent en panne avant même d’atteindre le champ de bataille et au troisième jour de l’offensive seuls quarante étaient encore opérationnels, les autres étant également tombés en panne ou ayant été endommagés au combat. Entre juillet et août, 58 Panther, soit plus du quart de l’effectif furent totalement détruits ; en septembre ce chiffre montait à 158.

### Bataille de Normandie
Avec le débarquement des Alliés, le Generalleutnant Gerhard von Schwerin réclame l’arrivée des chars Panther. C'est le bataillon blindé de la 24. Pz.Div. : la I./Pz.Rgt. 24 qui est désigné. Formés très rapidement par des officiers confirmés qui ont connu la guerre à l’Est, les équipages tentent de repousser la 1re Armée américaine à la fin juillet 1944.
Ils participent aux batailles à Beaucoudray, dans la région de Percy-en-Auge, lors de l’offensive sur Mortain puis dans l’Orne au nord d’Alençon, dans la poche de Falaise puis lors des combats d’arrière-garde vers la Seine.

### Bataille des Ardennes

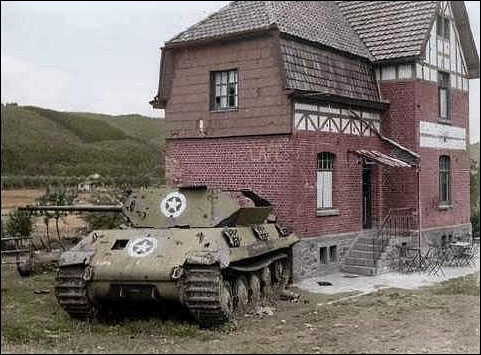
Panther maquillé en char M10 Wolverine pendant la bataille des Ardennes en décembre 1944

Un peu moins de 400 Panther participèrent à la bataille des Ardennes en décembre 1944 dans la 6. Panzerarmee commandée par Sepp Dietrich. Malgré le succès initial, les Panther furent fortement handicapés par la configuration du terrain, constitué de petites routes encaissées dans lesquelles ils avaient du mal à manœuvrer et, comme dans les haies de Normandie quelques mois plus tôt, ne pouvaient profiter de la portée supérieure de leur canon. Après avoir pris Honsfeld le 17 décembre, la pointe de l’attaque, dirigée par Joachim Peiper, poursuivit vers l’ouest, mais les chars s’embourbèrent sur une piste en tentant de rejoindre la N23 près de Thirimont, ce qui les obligea à faire un long détour par de meilleures routes. Arrivés à Stavelot, les Panther eurent encore une fois de grandes difficultés à manœuvrer dans les rues étroites et plusieurs chars furent perdus dans des embuscades à des intersections. Passant Stavelot, Peiper arriva à Trois-Ponts où la faible largeur des rues joua encore en sa défaveur, lorsqu’un canon américain de 57 mm détruisit le char de tête, bloquant l’avancée de toute la colonne et laissant ainsi le temps aux Américains de détruire le pont. Le même problème se répéta à Stoumont, mettant cette fois définitivement fin à l’avancée de Peiper qui, isolé, résista encore brièvement à La Gleize avant d’être contraint de détruire les chars qui lui restaient et de s’enfuir à pied avec les survivants à travers les lignes américaines.
Quelques Panther jouèrent pendant la bataille des Ardennes un rôle plus inattendu : la 150. Panzerbrigade d’Otto Skorzeny monta l’opération Greif, dont le but était de semer la confusion chez les Américains en se faisant passer pour eux. Pour ce faire, ils utilisèrent des uniformes et du matériel américain, mais, n’ayant pas assez de chars capturés sous la main, ils durent maquiller une dizaine de Panther en M10 Wolverine en modifiant la forme des Panther avec des plaques de tôle sur lesquelles ils peignirent l’étoile blanche alliée. L’opération ayant été un échec, Skorzeny tenta de s’emparer de Malmedy à la place, tentative durant laquelle ses faux M10 furent tous détruits.

### Autres opérateurs du Panther

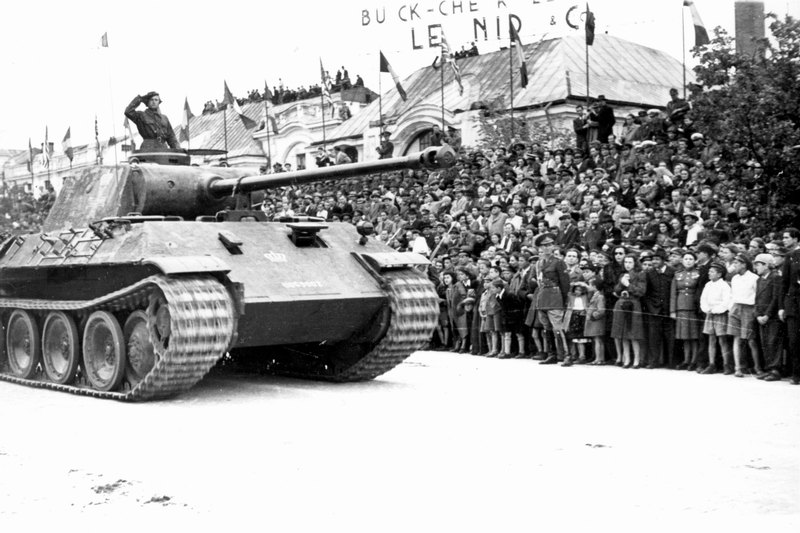
Panther de l’armée roumaine photographié lors d’une parade en 1946.

La Hongrie, confrontée à une grave pénurie de blindés modernes, tenta à partir du début de l’année 1944 de produire une copie des chars Panther et Jagdpanther, sous le nom de Tas. Le projet fut toutefois abandonné après la destruction du prototype dans un bombardement aérien le 27 juillet 1944. Les Hongrois s’adressèrent alors à leur allié allemand pour pouvoir produire sous licence le Panther, mais là encore ce projet ne put aboutir, cette fois en raison du prix très important fixé par les Allemands. Afin d’éviter l’effondrement total de la Hongrie face à l’avance soviétique, le commandement allemand transféra tout de même quelques chars à l’armée hongroise, dont cinq Panther, qui rejoignirent la deuxième division blindée et combattirent à la bataille d’Arad avant d’être perdus dans les combats précédant la chute de Budapest en février 1945.
Des Panther capturés furent incorporés dès 1944 dans les armées de la France Libre, qui manquaient cruellement de matériel, et ils restèrent en service jusqu’en 1952. Les Panther ne furent cependant pas envoyés en Indochine et ne participèrent à aucun combat après la fin de la Seconde Guerre mondiale. Par ailleurs, les Français réalisèrent une version raccourcie du canon KwK 42, qui fut appelée CN 75-50 et servit à armer l’AMX-13 entré en service en 1953. L’arme fut également vendue aux Israéliens qui l’utilisèrent pour moderniser leurs chars Sherman, qui restèrent en service dans l’armée israélienne, puis dans les milices du Liban-Sud jusqu’en 1982.
La Roumanie utilisa également dans l’immédiat après-guerre des chars Panther de différents modèles, qui lui furent remis par l’URSS. Ces véhicules furent affectés aux compagnies de chars lourds de la première brigade mécanisée et servirent jusqu’en 1950, date à laquelle ils furent remplacés par du matériel soviétique.

## Bilan opérationnel

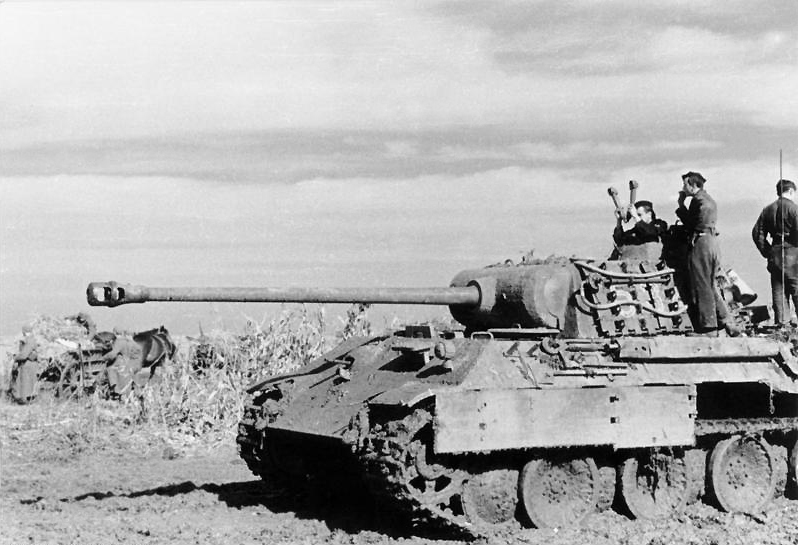
Panther sur le front de l'Est (1944).

L’efficacité d’un char de combat est généralement jugée sur trois critères : puissance de feu, mobilité et protection. Le Panther pouvait bénéficier d’un couple puissance de feu/blindage frontal particulièrement favorable : les canons de 76 mm du T-34/76 ou de 75 mm du M4A2 Sherman ne pouvaient pénétrer son blindage frontal et même le ZiS-S-53 L/52 qui armait le T-34-85, se trouvait impuissant à plus de 500 mètres. Dans le même temps, le canon du Panther pouvait pénétrer le blindage frontal des tourelles de tous les chars moyens alliés et soviétiques à plus de deux mille mètres. Néanmoins, il était vulnérable aux attaques sur les côtés où son blindage était plus faible, ce qui pouvait le mettre en difficulté face à ses opposants. Par ailleurs, à partir de juin 1944 et l'apparition du Sherman Firefly à l’Ouest et celle de l’IS-2 à l’Est ; puis surtout début 1945 avec l'apparition du SU-100 soviétique et du M-26 Pershing américain, le Panther pouvait être détruit de face à longue distance.
En ce qui concerne la mobilité, si la mobilité tactique du Panther, c’est-à-dire sur le champ de bataille, était généralement supérieure à celle de ses opposants, sa mobilité opérationnelle, c’est-à-dire la capacité à le déplacer pour le mettre en position avant la bataille, était plus faible, en raison de l’absence de moteur diesel, de ses problèmes de fiabilité et de son poids, qui compliquait par exemple le passage des ponts. Ce manque de mobilité stratégique aggrava le problème d’infériorité numérique du Panther, le commandement allemand ayant des difficultés à acheminer ses chars jusqu’au champ de bataille.
Bien que performant, le Panther souffrait également de deux problèmes liés à sa conception. Premièrement, la hâte avec laquelle il avait été mis en service causa de nombreux problèmes qui causèrent finalement plus de pertes que le feu ennemi. Deuxièmement, sa fabrication nécessitait trop de ressources, tant en matériaux qu’en main d’œuvre, ressources dont l’Allemagne ne disposait pas, d’autant plus que la multiplication des projets de Wunderwaffen utopiques drainait le peu qui était disponible ; inspiré du T-34, le Panther échoua à copier l’une de ses principales caractéristiques : une conception simple et économique lui permettant d’être produit en grandes quantités en peu de temps.
Au delà de son bilan opérationnel, les historiens militaires (y compris les plus critiques à son égard) notent que le Panther a servi de référence pour la plupart des chars de l'après-guerre. Le Centurion britannique, le M46 Patton américain et le T-54 soviétique, dont le développement débuta pendant la guerre, étaient conçus pour le surpasser mais en étaient très proches sur le plan de la taille, de la puissance de feu et du poids (à l'exception du T-54 qui réalisait l'exploit de ne peser que 36 tonnes au prix toutefois de compromis sévères sur son volume interne). De ce point de vue, le Panther peut être considéré comme l'un des précurseurs du concept du Main battle tank (char de bataille principal) de notre époque contemporaine.

## Les Panther survivantà ce jour[Quand?]

### En état de marche
• Canadian War Museum. Panther Ausf. Musée de la guerre, Ottawa. Ontario. Voirs liens externes en photo
- American Heritage Museum, Greater Boston, USA. Ausf. A
- Musée des Blindés de Saumur, France. Ausf. A
- Deutsches Panzermuseum, Munster, Allemagne. Ausf. A - Char de commandement
- Musée de l'armement de la Bundeswehr, Coblence, Allemagne. Ausf. G -  Achevé après la guerre dans l'usine sous contrôle de l'armée anglaise. Utilisé pour des tests.
- Musée des blindés de Koubinka, Russie. Ausf. G
- The Australian Armour and Artillery Museum (en), Australie. Ausf. A - Remis en ordre de marche en 2020

### État plus ou moins bon mais non fonctionnel
- Musée des blindés de Thoune, Thoune, Confédération suisse. Présenté comme un hybride des modèles Ausf. D/ et G.
- The Wheatcroft Collection, collection privée, UK. La collection possède trois Panther, dont un en cours de restauration. Ausf. A (production DEMAG)
- Liberty Park, Musée de la Guerre d'Overloon, Overloon, Pays-Bas - Ausf. G. abandonné par son équipage après avoir été touché. Présenté dans cet état.
- Ausf. A (n° 201) – Royal Jordanian Tank Museum (Jordanie)
- Sinsheim Auto & Technik Museum, Sinsheim, Allemagne. Ausf. A

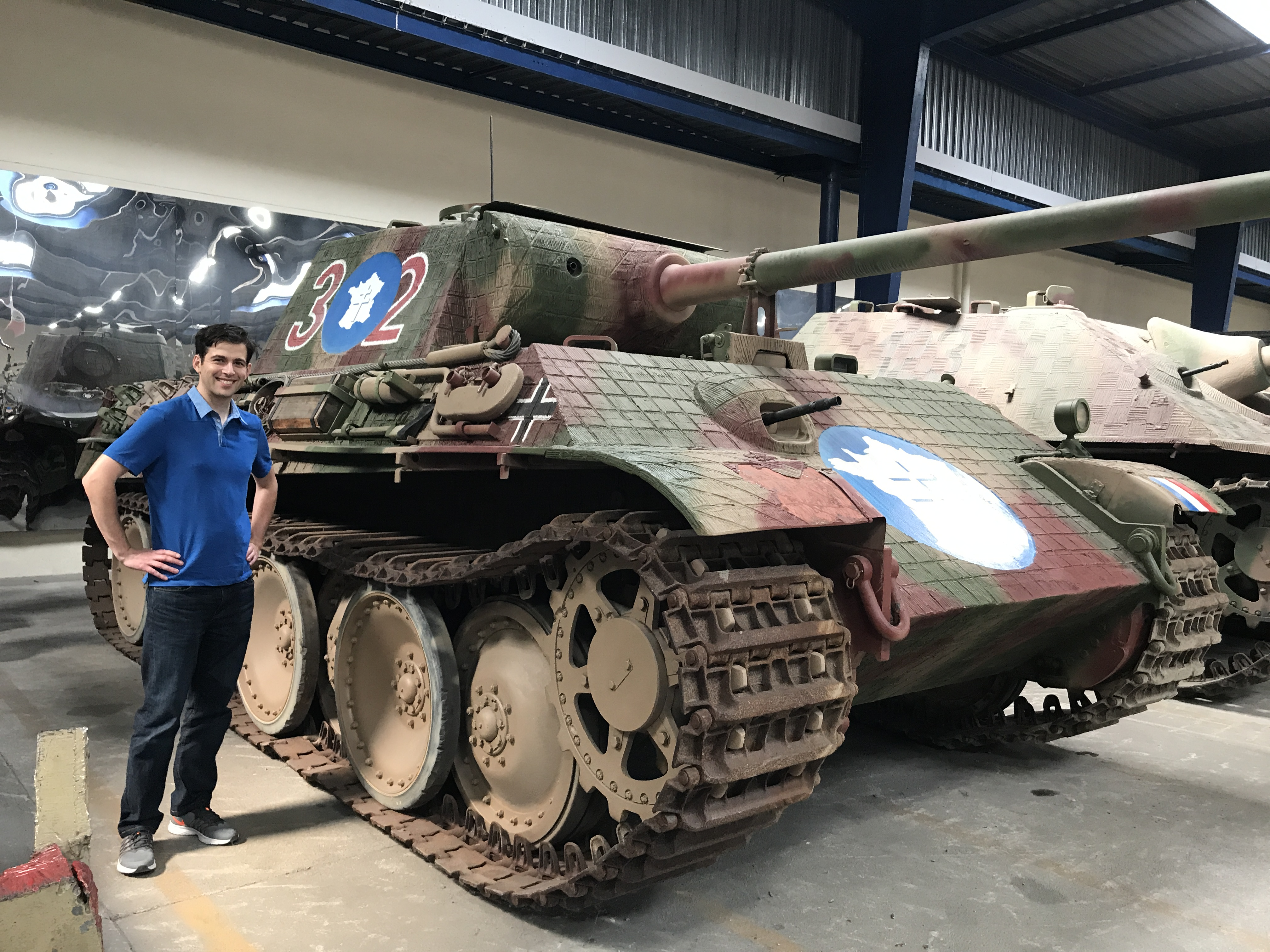
Panther capturé par la 2e DB française en septembre 1944 après la bataille de Dompaire. Appartenait à la 112e Panzer Brigade. Présenté au Musée des blindés de Saumur

- Musée des Blindés de Saumur, Saumur, France. Ausf. A, Ausf. G
- Mourmelon-le-Grand, France. Ausf. A
- Bovington Tank Museum, UK. Ausf. G. Achevé en usine après la guerre sous la supervision de l'armée britannique. Utilisé pour des tests.
- Grandmenil, Belgium. Ausf. G
- Houffalize Ardennes belges. Un Panther Ausf. G se trouve dans le village. Tombé dans la rivière pendant la Bataille des Ardennes, il a été récupéré et conservé comme mémorial.
- U.S. Army's National Armor & Cavalry Museum, Fort Moore (anciennement Fort Benning, GA, USA, La collection comprend quatre modèles de Panther : Ausf. A, 2 modèles de Ausf. G, Panther II.
- Collection privée, Heikendorf, Allemagne. Panther Ausf. pratiquement intact trouvé en 2015 dans la cave d'une résidence privée près de Kiel. Saisie par la police. Dans l'attente d'une décision judiciaire.
- Wilhelmina park, Breda, Pays Bas. Le seul modèle Ausf. D. survivant connu. Donné par la 1e Division blindée polonaise après avoir libéré Breda. Restauré en 2004–2005 pour exposition statique par le collectionneur Kevin Wheatcroft en échange des composantes de sa motorisation.

### Épaves
- Sinsheim Auto & Technik Museum, Sinsheim, Allemagne. Ausf. A
- Overlord Museum, Colleville-sur-Mer (anciennement Musée Août 44 à Falaise), France. Ausf. A. Sera partiellement restauré et inclus dans un diorama présentant un atelier de réparations de la Wehrmacht.
- Kevin Wheatcroft, Collectionneur privé, UK. Deux modèles Ausf. A, dont un à restaurer et l'autre transformé en Ausf. D
- Celles, Houyet, Belgique. Ausf. G